# Copa Argentina 2014-15
La Copa Argentina 2014-15 (llamada Copa «Sancor Seguros» Argentina 2014-15 por motivos de patrocinio) fue la sexta edición de dicha competición oficial organizada por la Asociación del Fútbol Argentino; y la cuarta de su nueva etapa. Dio comienzo el 15 de octubre de 2014 y contó con la participación de todos los equipos que disputaban los torneos de Primera División, Primera B Nacional, Primera B, Torneo Federal A, Primera C, Torneo Federal B y Primera D, durante la temporada 2014.
El Club Atlético Boca Juniors se coronó campeón derrotando al Club Atlético Rosario Central en una final signada por los errores del árbitro Diego Ceballos, que beneficiaron al ganador.
Esta fue la tercera conquista del club xeneize en el certamen. Como tal, disputó la Supercopa Argentina 2015 enfrentando al subcampeón del torneo de Primera División, dado que fue el ganador de ambos concursos. Asimismo, al encontrarse clasificado previamente a la Copa Libertadores 2016, el tercer cupo de la Asociación del Fútbol Argentino se otorgó al subcampeón.

## Equipos participantes

### Primera División
| Arsenal         | Atlético de Rafaela | Banfield         | Belgrano (C)            |
| Boca Juniors    | Defensa y Justicia  | Estudiantes (LP) | Gimnasia y Esgrima (LP) |
| Godoy Cruz      | Independiente       | Lanús            | Newell's Old Boys       |
| Olimpo          | Quilmes             | Racing Club      | River Plate             |
| Rosario Central | San Lorenzo         | Tigre            | Vélez Sarsfield         |

### Segunda categoría

#### Primera B Nacional
| Aldosivi                | All Boys               | Argentinos Juniors     | Atlético Tucumán  |
| Boca Unidos             | Colón                  | Crucero del Norte      | Douglas Haig      |
| Ferro Carril Oeste      | Gimnasia y Esgrima (J) | Guaraní Antonio Franco | Huracán           |
| Independiente Rivadavia | Instituto              | Nueva Chicago          | Patronato         |
| Santamarina             | San Martín (SJ)        | Sarmiento              | Sportivo Belgrano |
| Temperley               | Unión                  |                        |                   |

### Tercera categoría

#### Primera B
| Acassuso         | Almagro           | Almirante Brown   | Atlanta         |
| Barracas Central | Brown de Adrogué  | Chacarita Juniors | Colegiales      |
| Comunicaciones   | Deportivo Armenio | Deportivo Español | Deportivo Merlo |
| Deportivo Morón  | Estudiantes (BA)  | Fénix             | Los Andes       |
| Platense         | Sportivo Italiano | Tristán Suárez    | UAI Urquiza     |
| Villa Dálmine    | Villa San Carlos  |                   |                 |

#### Torneo Federal A
| Alianza de Cutral Có         | Altos Hornos Zapla     | Alvarado                    | Américo Tesorieri |
| Andino                       | Atlético Paraná        | CAI                         | Chaco For Ever    |
| Central Córdoba              | Cipolletti             | Defensores de Belgrano (VR) | Deportivo Madryn  |
| Deportivo Maipú              | Deportivo Roca         | Ferro (GP)                  | Belgrano (SR)     |
| Gimnasia y Esgrima (CdU)     | Gimnasia y Esgrima (M) | Gimnasia y Tiro             | Guillermo Brown   |
| Independienten (C)           | Independiente (N)      | Juventud Antoniana          | Juventud Unida    |
| Juventud Unida Universitario | Libertad               | Mitre                       | San Jorge (T)     |
| San Lorenzo de Alem          | San Martín (T)         | Sarmiento (R)               | Sol de América    |
| Estudiantes (SL)             | Sportivo Patria        | Talleres                    | Textil Mandiyú    |
| Tiro Federal (R)             | Unión Aconquija        | Unión (MdP)                 | Unión (VK)        |

### Cuarta categoría

#### Primera C
| Argentino (M)          | Argentino de Quilmes     | Berazategui       | Central Córdoba (R) |
| Defensores de Belgrano | Defensores de Cambaceres | Defensores Unidos | Deportivo Riestra   |
| Deportivo Laferrere    | Dock Sud                 | Excursionistas    | Ferrocarril Midland |
| Flandria               | General Lamadrid         | J. J. de Urquiza  | Juventud Unida (SM) |
| Luján                  | Sacachispas              | San Telmo         | Talleres (RdE)      |

#### Torneo Federal B
| 9 de Julio (M)             | 9 de Julio (R)                  | Deportivo 25 de Mayo (LP)            | Alianza de Moldes         |
| Almirante Brown (L)        | Alumni (VM)                     | Atlético Amalia                      | América (GP)              |
| Agropecuario               | Aprendices Casildenses          | Argentino Peñarol                    | Argentinos (VdM)          |
| Atenas de Pocito           | Atenas (RC)                     | Atlético Argentino (M)               | Atlético Camioneros       |
| Atlético Chicoana          | Atlético Concepción             | Atlético Palmira                     | Atlético Pellegrini (S)   |
| Atlético Policial          | Atlético Regina                 | Bella Vista (BB)                     | Bella Vista (T)           |
| Belgrano (E)               | Belgrano (P)                    | Ben Hur                              | Boxing Club               |
| Bragado Club               | Camioneros Argentinos del Norte | Central Norte (S)                    | Colegiales (C)            |
| Colón Juniors              | Comercio (SS)                   | Comercio Central Unidos              | Concepción FC             |
| Cruz del Sur               | Defensores de Pronunciamiento   | Defensores de Salto                  | Defensores (VdM)          |
| Deportivo Achirense        | Deportivo Aguilares             | Deportivo Fontana (R)                | Deportivo Guaymallén      |
| Deportivo Lastenia         | Deportivo Tabacal               | Desamparados                         | El Linqueño               |
| Empleados de Comercio      | Estudiantes (RC)                | Everton                              | Exalumnos Escuela N°185   |
| Ferro (LF)                 | Ferro (O)                       | Ferroviario (C)                      | General Paz Juniors       |
| General Rojo               | Germinal                        | Güemes (SdE)                         | Gutiérrez SC              |
| Herminio Arrieta           | Huracán (G)                     | Huracán (SR)                         | Huracán Las Heras         |
| Independiente (Fe)         | Independiente (Fo)              | Independiente (HY)                   | Independiente (RC)        |
| Independiente Villa Obrera | Instituto Santiago              | Jorge Gibson Brown                   | Jorge Newbery (J)         |
| Jorge Newbery (VM)         | Juventud (P)                    | Juventud Alianza                     | Juventud Unida (C)        |
| Kimberley                  | La Emilia                       | Las Palmas                           | La Salle Jobson           |
| Libertad (C)               | Liniers (BB)                    | Luján SC                             | Maronese                  |
| Mitre (S)                  | Monterrico San Vicente          | Ocampo Fábrica                       | Once Tigres               |
| Pacífico                   | Petrolero Argentino             | Progreso (RdlF)                      | Puerto General San Martín |
| Racing (C)                 | Racing (O)                      | Resistencia Central                  | Río Grande                |
| Rivadavia (L)              | San Carlos (LE)                 | San Jorge (SF)                       | San Martín (M)            |
| Sanjustino                 | Sarmiento (A)                   | Deportivo Sarmiento (Coronel Suárez) | Sarmiento (L)             |
| Sarmiento (LB)             | Social Obrero                   | Sol de Mayo                          | Sportivo (PRSP)           |
| Sportivo Ballofet          | Sportivo Baradero               | Sportivo Del Bono                    | Sportivo Las Parejas      |
| Sportivo Peñarol (Ch)      | Sportivo Rivadavia (VT)         | Sportivo Tintina                     | Sports Salto              |
| Talleres (F)               | Talleres (P)                    | Tiro Federal (BB)                    | Tiro Federal (M)          |
| Tiro y Gimnasia            | Trinidad                        | Unión (S)                            | Unión Santiago            |
| Vélez Sarsfield (SR)       | Viale FBC                       | Villa Cubas                          | Villa Mitre               |

### Quinta categoría

#### Primera D
| Argentino de Rosario | Atlas          | Atlético Lugano | Cañuelas          |
| Central Ballester    | Centro Español | Claypole        | Deportivo Muñiz   |
| El Porvenir          | Ituzaingó      | Leandro N. Alem | Liniers           |
| Puerto Nuevo         | San Martín (B) | San Miguel      | Sportivo Barracas |
| Victoriano Arenas    | Yupanqui       |                 |                   |

### Distribución geográfica de los equipos
Uno de los principales objetivos de esta copa es la federalización de la competencia, haciendo participar a equipos de todo el país, por lo que se propuso que en la primera instancia jueguen representantes de todas las regiones. En esta edición no habrá equipos de una única provincia, Tierra del Fuego, ya que no posee ningún equipo desde el Torneo Federal B en adelante.
| Región                           | Equipos |
| -------------------------------- | ------- |
| Ciudad de Buenos Aires           | 19      |
| Provincia de Buenos Aires        | 98      |
| Provincia de Catamarca           | 4       |
| Provincia del Chaco              | 8       |
| Provincia del Chubut             | 5       |
| Provincia de Córdoba             | 15      |
| Provincia de Corrientes          | 4       |
| Provincia de Entre Ríos          | 10      |
| Provincia de Formosa             | 3       |
| Provincia de Jujuy               | 7       |
| Provincia de La Pampa            | 3       |
| Provincia de La Rioja            | 2       |
| Provincia de Mendoza             | 15      |
| Provincia de Misiones            | 4       |
| Provincia del Neuquén            | 4       |
| Provincia de Río Negro           | 6       |
| Provincia de Salta               | 10      |
| Provincia de San Juan            | 10      |
| Provincia de San Luis            | 3       |
| Provincia de Santa Cruz          | 1       |
| Provincia de Santa Fe            | 20      |
| Provincia de Santiago del Estero | 11      |
| Provincia de Tucumán             | 10      |
| Total                            | 272     |

## Fase preliminar regional
Organizada por el Consejo Federal, órgano interno de la AFA.

### Grupo A: Federal A

#### Primera etapa
En la primera etapa participaron los 40 equipos del Torneo Federal A y 4 equipos del Federal B. El 22 de octubre se eliminaron en un solo partido, y de allí salieron 22 equipos ganadores, que pasaron a la siguiente fase.
| Fecha         | Estadio                          | Local                       | Resultado     | Visitante                |
| ------------- | -------------------------------- | --------------------------- | ------------- | ------------------------ |
| 22 de octubre | Municipal de Comodoro Rivadavia  | CAI                         | 5 - 2         | Cruz del Sur             |
| 22 de octubre | Raúl Conti                       | Guillermo Brown             | (3) 0 - 0 (0) | Deportivo Madryn         |
| —             | —                                | Cipolletti                  | GP - PP       | Deportivo Roca           |
| 22 de octubre | Coloso de Ruca Quimey            | Alianza de Cutral Có        | (2) 1 - 1 (4) | Independiente (N)        |
| 22 de octubre | Juan Gilberto Funes              | Sportivo Estudiantes (SL)   | 0 - 3         | Juventud Unida U.        |
| 22 de octubre | Nuevo Rancho Grande              | General Belgrano (SR)       | 1 - 0         | Ferro (GP)               |
| 22 de octubre | José María Minella               | Unión (MdP)                 | 1 - 0         | Alvarado                 |
| 22 de octubre | Salomón Boeseldín                | Defensores de Belgrano (VR) | 1 - 0         | Independiente (Ch)       |
| 22 de octubre | San Juan del Bicentenario        | Unión (VK)                  | 1 - 3         | Alianza de Moldes        |
| 22 de octubre | Omar Higinio Sperdutti           | Deportivo Maipú             | (4) 1 - 1 (2) | Gimnasia y Esgrima (M)   |
| 22 de octubre | Mario Alberto Kempes             | Talleres (C)                | (4) 2 - 2 (5) | Alumni (VM)              |
| 22 de octubre | Dr. Plácido Tita                 | Libertad (S)                | (1) 0 - 0 (3) | Tiro Federal (R)         |
| 22 de octubre | Juan Alberto García              | Chaco For Ever              | 2 - 1         | Sarmiento (R)            |
| 22 de octubre | Antonio Romero                   | Sol de América              | (4) 3 - 3 (3) | Sportivo Patria          |
| 22 de octubre | Pedro Mutio                      | Atlético Paraná             | 1 - 0         | Textil Mandiyú           |
| 22 de octubre | De Los Eucaliptos                | Juventud Unida (G)          | (3) 1 - 1 (4) | Gimnasia y Esgrima (CdU) |
| 22 de octubre | La Ciudadela                     | San Martín (T)              | 3 - 0         | San Jorge (T)            |
| 22 de octubre | Alfredo Terrera                  | Central Córdoba (SdE)       | 0 - 2         | Mitre (SdE)              |
| 22 de octubre | Bicentenario Ciudad de Catamarca | San Lorenzo de Alem         | 1 - 2         | Unión Aconquija          |
| 22 de octubre | Carlos Mercado Luna              | Américo Tesorieri (LR)      | 1 - 2         | Andino                   |
| 22 de octubre | Emilio Fabrizzi                  | Altos Hornos Zapla          | 2 - 1         | Tiro y Gimnasia          |
| 22 de octubre | Gigante del Norte                | Gimnasia y Tiro (S)         | 1 - 0         | Juventud Antoniana       |

#### Segunda etapa
En la segunda etapa participaron los 22 equipos clasificados de la primera . Entre el 5 y el 21 de noviembre se eliminaron en un solo partido, y de allí salieron 11 equipos ganadores, que pasaron a la etapa final.
| Fecha           | Estadio                     | Local                        | Resultado      | Visitante                   |
| --------------- | --------------------------- | ---------------------------- | -------------- | --------------------------- |
| 5 de noviembre  | Raúl Conti                  | Guillermo Brown              | 0 - 1          | CAI                         |
| 5 de noviembre  | La Visera de Cemento        | Cipolletti                   | (1) 0 - 0 (3)  | Independiente (N)           |
| 5 de noviembre  | Juan Gilberto Funes         | Juventud Unida Universitario | (4) 1 - 1 (3)  | General Belgrano (SR)       |
| 21 de noviembre | José María Minella          | Unión (MdP)                  | (2) 0 - 0 (3)  | Defensores de Belgrano (VR) |
| 5 de noviembre  | Omar Higinio Sperdutti      | Deportivo Maipú              | (3) 2 - 2 (5)  | Alianza de Moldes           |
| 12 de noviembre | Plaza Ocampo                | Alumni (VM)                  | 4 - 2          | Tiro Federal (R)            |
| 5 de noviembre  | Juan Alberto García         | Chaco For Ever               | (3) 0 - 0 (4)  | Sol de América              |
| 5 de noviembre  | Manuel y Ramón Núñez        | Gimnasia y Esgrima (CdU)     | (10) 0 - 0 (9) | Atlético Paraná             |
| 6 de noviembre  | La Ciudadela                | San Martín (T)               | 1 - 0          | Mitre (SdE)                 |
| 5 de noviembre  | Polideportivo Las Estancias | Unión Aconquija              | 0 - 1          | Andino                      |
| 5 de noviembre  | El Gigante del Norte        | Gimnasia y Tiro (S)          | 1 - 2          | Altos Hornos Zapla          |

### Grupo B: Federal B

#### Primera etapa
En la primera etapa participaron 72 equipos del Torneo Federal B . Entre el 15 y el 22 de octubre se eliminaron en un solo partido, y de allí salieron 36 equipos ganadores, que pasaron a la siguiente fase.
| Fecha         | Estadio                          | Local                   | Resultado     | Visitante                       |
| ------------- | -------------------------------- | ----------------------- | ------------- | ------------------------------- |
| 15 de octubre | Estadio 1° Enero y Moritan       | Maronese                | 0 - 4         | Petrolero Argentino             |
| 15 de octubre | Atlético Regina                  | Atlético Regina         | 0 - 3         | Deportivo 25 de Mayo (LP)       |
| 16 de octubre | El Fortín                        | Villa Mitre             | 1 - 2         | Liniers (BB)                    |
| 15 de octubre | Ignacio Nicolás                  | Bella Vista (BB)        | 1 - 4         | Tiro Federal (BB)               |
| 15 de octubre | El Coliseo                       | Rivadavia (L)           | 2 - 1         | El Linqueño                     |
| 15 de octubre | Jacinto López                    | La Emilia               | 3 - 2         | General Rojo                    |
| 15 de octubre | Esteban Chiari                   | Sports Salto            | (4) 1 - 1 (3) | Defensores de Salto             |
| 15 de octubre | José Buglione Matinese           | Racing (O)              | (4) 1 - 1 (2) | Ferro Sud (O)                   |
| 16 de octubre | Fortaleza del Bicho              | Unión (S)               | (5) 0 - 0 (6) | 9 de Julio (R)                  |
| 15 de octubre | Sanjustino                       | Sanjustino              | 2 - 1         | La Salle Jobson                 |
| 15 de octubre | Guillermo Bonnín                 | Deportivo Achirense     | (5) 1 - 1 (6) | Defensores de Pronunciamiento   |
| 15 de octubre | Juan Alberto García              | Deportivo Fontana (R)   | 3 - 1         | Resistencia Central             |
| 15 de octubre | Dr. Luis Güemes                  | Central Norte (S)       | 0 - 2         | Atlético Pellegrini (S)         |
| 15 de octubre | Miguel Pascual Soler             | Mitre (S)               | (4) 0 - 0 (1) | Camioneros Argentinos del Norte |
| 15 de octubre | Monumental del Barrio Norte      | Herminio Arrieta        | 0 - 2         | Río Grande                      |
| 15 de octubre | Deportivo Tabacal                | Deportivo Tabacal       | (6) 0 - 0 (7) | Independiente (HY)              |
| 15 de octubre | Raúl Adolfo Seijas               | Comercio Central Unidos | 0 - 2         | Vélez Sarsfield (SR)            |
| 15 de octubre | Arturo Miranda                   | Güemes (SdE)            | 3 - 1         | Sarmiento (LB)                  |
| 15 de octubre | Independiente                    | Independiente (Fe)      | 1 - 3         | Instituto Santiago              |
| 15 de octubre | Stewart Shipton                  | Concepción FC           | (7) 3 - 3 (6) | Atlético Amalia                 |
| 15 de octubre | Bicentenario Ciudad de Catamarca | Atlético Policial       | 3 - 0         | Villa Cubas                     |
| 15 de octubre | Agustín Fernández                | Deportivo Aguilares     | 1 - 0         | Almirante Brown (L)             |
| 15 de octubre | De Las Palmeras                  | Bella Vista (T)         | 0 - 1         | Deportivo Lastenia              |
| 15 de octubre | Miguel Sancho                    | Racing (C)              | 2 - 1         | Las Palmas                      |
| 22 de octubre | General Paz Juniors              | General Paz Juniors     | (1) 0 - 0 (2) | Argentino Peñarol               |
| 22 de octubre | Bautista Monetti                 | Tiro Federal (M)        | (5) 1 - 1 (6) | 9 de Julio (M)                  |
| 16 de octubre | El Templo                        | Trinidad                | 3 - 0         | Atenas de Pocito                |
| 15 de octubre | Juan Bautista del Bono           | Sportivo Del Bono       | 4 - 1         | Colón Juniors                   |
| 15 de octubre | El Serpentario                   | Desamparados            | 2 - 0         | Sportivo Peñarol (Ch)           |
| 15 de octubre | Ingeniero Mauricio Serra         | Atlético Argentino (M)  | 1 - 0         | CEC                             |
| 15 de octubre | Hugo Pedro Alastra               | Deportivo Guaymallén    | 2 - 0         | San Martín (M)                  |
| 15 de octubre | Jardín del Bajo                  | Luján SC                | (6) 0 - 0 (7) | Atlético Palmira                |
| 15 de octubre | Pretel Hermanos                  | Huracán (SR)            | (4) 2 - 2 (2) | Sportivo Balloffet              |
| 15 de octubre | Ciudad de Río Cuarto             | Estudiantes (RC)        | 3 - 1         | Atenas (RC)                     |
| 15 de octubre | Parque Mitre                     | Colegiales (C)          | (5) 1 - 1 (4) | Libertad (C)                    |
| 15 de octubre | Belgrano                         | Belgrano (E)            | 0 - 1         | Cruz de Sur (B)                 |

#### Segunda etapa
En la segunda etapa participaron los 36 equipos clasificados en la primera, a los que se unieron los 52 equipos faltantes del Federal B. Entre el 29 de octubre y el 12 de noviembre se eliminaron en un solo partido, y de allí hubo 44 equipos ganadores, que pasaron a la tercera etapa.
| Fecha           | Estadio                             | Local                         | Resultado     | Visitante                 |
| --------------- | ----------------------------------- | ----------------------------- | ------------- | ------------------------- |
| 29 de octubre   | Petrolero Argentino                 | Petrolero Argentino           | (4) 3 - 3 (2) | Deportivo 25 de Mayo (LP) |
| 29 de octubre   | Boxing Club                         | Boxing Club                   | (5) 3 - 3 (3) | Germinal                  |
| 29 de octubre   | Alejandro Pérez                     | Liniers (BB)                  | (3) 0 - 0 (0) | Tiro Federal (BB)         |
| —               | —                                   | Sol de Mayo                   | PP - GP       | Independiente (RC)        |
| 29 de octubre   | José Antonio Valle                  | Kimberley                     | 0 - 1         | América (GP)              |
| 29 de octubre   | Municipal Dr. José Antonio Barbieri | Sarmiento (A)                 | (5) 0 - 0 (4) | Defensores (VdM)          |
| 5 de noviembre  | De la Calle Carlos Arroyo           | Agropecuario                  | (5) 2 - 2 (4) | Bragado Club              |
| 5 de noviembre  | Abel Del Fabro                      | Once Tigres                   | (4) 0 - 0 (5) | Argentinos (VdM)          |
| 29 de octubre   | Carlos Raúl Grondona                | Juventud (P)                  | (3) 0 - 0 (4) | La Emilia                 |
| 5 de noviembre  | Esteban Chiari                      | Sports Salto                  | (2) 0 - 0 (4) | Atlético Camioneros       |
| 29 de octubre   | José Buglione Martinese             | Racing (O)                    | 4 - 1         | Sarmiento (CS)            |
| 30 de octubre   | Oscar "Pachi" Funes                 | Everton                       | 1 - 0         | Ferrocarril Roca (LF)     |
| 29 de octubre   | El Coliseo                          | Rivadavia (L)                 | 3 - 1         | Jorge Newbery (J)         |
| 12 de noviembre | Sportivo Baradero                   | Sportivo Baradero             | 1 - 0         | Social Obrero             |
| 29 de octubre   | Viale FBC                           | Viale FBC                     | 1 - 0         | Belgrano (P)              |
| 29 de octubre   | Delio Cardozo                       | Defensores de Pronunciamiento | 0 - 1         | Colegiales (C)            |
| 29 de octubre   | Jorge Gibson Brown                  | Jorge Gibson Brown            | 2 - 0         | Exalumnos Escuela N°185   |
| 30 de octubre   | Juan Carlos Vallejos                | Ferroviario (C)               | (6) 2 - 2 (5) | Huracán (G)               |
| 29 de octubre   | Coliseo                             | Juventud Unida (C)            | (5) 1 - 1 (6) | Comercio (SS)             |
| 29 de octubre   | Club Chacra 8                       | Independiente (Fo)            | 4 - 0         | Sportivo (PRSP)           |
| 29 de octubre   | Sanjustino                          | Sanjustino                    | 2 - 3         | Ocampo Fábrica            |
| 29 de octubre   | Juan Alberto García                 | Deportivo Fontana (R)         | 3 - 1         | San Carlos (LE)           |
| 29 de octubre   | Doctor Plinio Zabala                | Talleres (P)                  | 4 - 0         | Monterrico San Vicente    |
| 29 de octubre   | Raúl René Romero                    | Río Grande                    | 1 - 3         | Independiente (HY)        |
| 29 de octubre   | Atlético Pellegrini                 | Atlético Pellegrini (S)       | 0 - 3         | Mitre (S)                 |
| 29 de octubre   | Municipal Rosario de la Frontera    | Progreso (RdlF)               | 3 - 0         | Atlético Chicoana         |
| 5 de noviembre  | Vélez Sarsfield                     | Vélez Sarsfield (SR)          | (4) 1 - 1 (2) | Güemes (SdE)              |
| 5 de noviembre  | Raúl Adolfo Seijas                  | Instituto Santiago            | 0 - 1         | Sportivo Tintina          |
| 29 de octubre   | Manuel Misael Castellanos           | Talleres (F)                  | (5) 1 - 1 (4) | Concepción FC             |
| 5 de noviembre  | Agustín Fernández                   | Deportivo Aguilares           | 0 - 1         | Deportivo Lastenia        |
| 29 de octubre   | Bicentenario Ciudad de Catamarca    | Atlético Policial             | 2 - 0         | Juventud Alianza (SJ)     |
| 5 de noviembre  | Unión Santiago                      | Unión Santiago                | (5) 1 - 1 (6) | Atlético Concepción       |
| 29 de octubre   | La Boutique                         | Independiente (VO)            | 0 - 1         | Desamparados              |
| 29 de octubre   | El Templo                           | Trinidad                      | 0 - 1         | Sportivo Del Bono         |
| 29 de octubre   | El Coliseo                          | Pacífico (GA)                 | 1 - 0         | Jorge Newbery (VM)        |
| 29 de octubre   | Hugo Pedro Alastra                  | Deportivo Guaymallén          | 2 - 0         | Huracán (SR)              |
| 29 de octubre   | Ingeniero Mauricio Serra            | Atlético Argentino (M)        | (0) 1 - 1 (3) | Huracán Las Heras         |
| 29 de octubre   | General Gutiérrez                   | Gutiérrez SC                  | (0) 1 - 1 (2) | Atlético Palmira          |
| 29 de octubre   | Parque                              | Ben Hur                       | 1 - 2         | 9 de Julio (R)            |
| 29 de octubre   | Parque 23 de Junio                  | San Jorge (SF)                | (2) 1 - 1 (4) | 9 de Julio (M)            |
| 30 de octubre   | Miguel Sancho                       | Racing (C)                    | (3) 0 - 0 (4) | Argentino Peñarol         |
| 29 de octubre   | Ciudad de Río Cuarto                | Estudiantes (RC)              | 2 - 1         | Sarmiento (L)             |
| 29 de octubre   | Aprendices Casildenses              | Aprendices Casildenses        | (4) 2 - 2 (2) | Sportivo Rivadavia (VT)   |
| 29 de octubre   | Fortaleza del Lobo                  | Sportivo Las Parejas          | 0 - 5         | Puerto General San Martín |

#### Tercera etapa
En la tercera etapa participaron los 44 equipos clasificados de la segunda. Entre el 12 y el 19 de noviembre se eliminaron en un solo partido, y de allí salieron 22 equipos ganadores, que pasaron a la cuarta etapa.
| Fecha           | Estadio                          | Local                  | Resultado     | Visitante                 |
| --------------- | -------------------------------- | ---------------------- | ------------- | ------------------------- |
| 12 de noviembre | Petrolero Argentino              | Petrolero Argentino    | (5) 0 - 0 (3) | Boxing Club               |
| —               | —                                | Liniers (BB)           | GP - PP       | Independiente (RC)        |
| 12 de noviembre | Don Bosco                        | América (GP)           | (6) 0 - 0 (5) | Sarmiento (A)             |
| 12 de noviembre | De la calle Carlos Arroyo        | Agropecuario           | 3 - 2         | Argentinos (VdM)          |
| 19 de noviembre | Jacinto López                    | La Emilia              | (6) 2 - 2 (5) | Atlético Camioneros       |
| 12 de noviembre | José Buglione Martinese          | Racing (O)             | 2 - 1         | Everton                   |
| 19 de noviembre | El Coliseo                       | Rivadavia (L)          | 3 - 0         | Sportivo Baradero         |
| 12 de noviembre | Viale FBC                        | Viale FBC              | 2 - 1         | Colegiales (C)            |
| 12 de noviembre | Jorge Gibson Brown               | Jorge Gibson Brown     | (1) 2 - 2 (3) | Ferroviario (C)           |
| 12 de noviembre | Comercio                         | Comercio (SS)          | (5) 0 - 0 (4) | Independiente (Fo)        |
| 12 de noviembre | Ocampo Fábrica                   | Ocampo Fábrica         | 1 - 0         | Deportivo Fontana (R)     |
| 19 de noviembre | Doctor Plinio Zabala             | Talleres (P)           | 1 - 0         | Independiente (HY)        |
| 12 de noviembre | Miguel Pascual Soler             | Mitre (S)              | (3) 2 - 2 (1) | Progreso (RdlF)           |
| 12 de noviembre | Vélez Sarsfield                  | Vélez Sarsfield (SR)   | 3 - 2         | Sportivo Tintina          |
| 12 de noviembre | Manuel Misael Castellanos        | Talleres (F)           | (2) 1 - 1 (4) | Deportivo Lastenia        |
| 12 de noviembre | Bicentenario Ciudad de Catamarca | Atlético Policial      | 1 - 0         | Atlético Concepción       |
| 12 de noviembre | El Serpentario                   | Desamparados           | 1 - 3         | Sportivo Del Bono         |
| 13 de noviembre | El Coliseo                       | Pacífico (GA)          | 4 - 1         | Deportivo Guaymallén      |
| 12 de noviembre | General San Martín               | Huracán Las Heras      | 2 - 0         | Atlético Palmira          |
| 12 de noviembre | Germán Solterman                 | 9 de Julio (R)         | 0 - 2         | 9 de Julio (M)            |
| 12 de noviembre | El Trampero                      | Argentino Peñarol      | 1 - 3         | Estudiantes (RC)          |
| 12 de noviembre | Aprendices Casildenses           | Aprendices Casildenses | 0 - 1         | Puerto General San Martín |

#### Cuarta etapa
En la cuarta etapa participaron los 22 equipos clasificados de la tercera. El 26 y 27 de noviembre se eliminaron en un solo partido, y de allí salieron 11 equipos ganadores, que pasaron a la etapa final.
| Fecha           | Estadio                 | Local                | Resultado     | Visitante                 |
| --------------- | ----------------------- | -------------------- | ------------- | ------------------------- |
| 26 de noviembre | Petrolero Argentino     | Petrolero Argentino  | (2) 0 - 0 (4) | Liniers (BB)              |
| 26 de noviembre | José Buglione Martinese | Racing (O)           | (4) 1 - 1 (3) | América (GP)              |
| 26 de noviembre | El Coliseo              | Rivadavia (L)        | 0 - 1         | Agropecuario              |
| 26 de noviembre | Juan Carlos Vallejos    | Ferroviario (C)      | (2) 1 - 1 (3) | Viale FBC                 |
| 26 de noviembre | Ocampo Fábrica          | Ocampo Fábrica       | (6) 1 - 1 (5) | Comercio (SS)             |
| 26 de noviembre | Miguel Pascual Soler    | Mitre (S)            | 2 - 0         | Talleres (P)              |
| 26 de noviembre | Vélez Sarsfield         | Vélez Sarsfield (SR) | 1 - 0         | Deportivo Lastenia        |
| 27 de noviembre | Juan Bautista del Bono  | Sportivo Del Bono    | 1 - 0         | Atlético Policial         |
| —               | —                       | Pacífico (GA)        | 0 - 1         | Huracán Las Heras         |
| 26 de noviembre | Ciudad de Río Cuarto    | Estudiantes (RC)     | 3 - 1         | 9 de Julio (M)            |
| 26 de noviembre | Jacinto López           | La Emilia            | 2 - 1         | Puerto General San Martín |

### Etapa final
En esta fase participaron 22 equipos; 11 clasificados del Federal A y 11 del Federal B. Entre el 4 de diciembre de 2014 y el 22 de febrero de 2015, se cruzaron entre sí y de allí salieron 11 equipos ganadores, que pasaron a la fase final.
| Fecha           | Estadio                         | Local                        | Resultado     | Visitante            |
| --------------- | ------------------------------- | ---------------------------- | ------------- | -------------------- |
| 11 de diciembre | Municipal de Comodoro Rivadavia | CAI                          | 0 - 2         | Liniers (BB)         |
| 22 de febrero   | La Chacra                       | Independiente (N)            | 1 - 0         | Racing (O)           |
| 11 de diciembre | Juan Gilberto Funes             | Juventud Unida Universitario | (4) 1 - 1 (5) | Huracán Las Heras    |
| 4 de diciembre  | Salomón Boeseldín               | Defensores de Belgrano (VR)  | 4 - 1         | Agropecuario         |
| 4 de diciembre  | Ciudad de Río Cuarto            | Estudiantes (RC)             | 2 - 4         | Alianza de Moldes    |
| 11 de diciembre | Plaza Ocampo                    | Alumni (VM)                  | 0 - 2         | La Emilia            |
| 4 de diciembre  | Antonio Romero                  | Sol de América               | 5 - 2         | Ocampo Fábrica       |
| 4 de diciembre  | Manuel y Ramón Núñez            | Gimnasia y Esgrima (CdU)     | 0 - 1         | Viale FBC            |
| 4 de diciembre  | La Ciudadela                    | San Martín (T)               | 4 - 0         | Vélez Sarsfield (SR) |
| 11 de diciembre | Carlos Mercado Luna             | Andino                       | (4) 0 - 0 (3) | Sportivo Del Bono    |
| 11 de diciembre | Emilio Fabrizzi                 | Altos Hornos Zapla           | 4 - 0         | Mitre (S)            |

## Fase preliminar metropolitana
Organizada directamente por la Asociación del Fútbol Argentino.

### Grupo I

#### Primera eliminatoria
En la primera eliminatoria participaron los 18 equipos de la Primera D más 14 de la Primera C (los dos recién ascendidos a la categoría y los 12 peor posicionados en la temporada 2013-14). Se eliminaron entre el 22 de noviembre de 2014 y el 9 de febrero de 2015, y de allí salieron 16 equipos ganadores, que pasaron a la segunda eliminatoria.
| Fecha           | Estadio                          | Local               | Resultado     | Visitante            |
| --------------- | -------------------------------- | ------------------- | ------------- | -------------------- |
| 8 de febrero    | Jorge Alfredo Arín               | Cañuelas            | 1 - 3         | Dock Sud             |
| 24 de noviembre | Roberto Larrosa                  | Sacachispas         | 3 - 1         | Central Córdoba (R)  |
| 24 de noviembre | Rubén Carlos Vallejos            | Ituzaingó           | (4) 0 - 0 (5) | Yupanqui             |
| 3 de diciembre  | José María Moraños               | Claypole            | 0 - 3         | Atlas                |
| 7 de febrero    | Enrique Sexto                    | General Lamadrid    | (5) 1 - 1 (4) | San Telmo            |
| 25 de noviembre | Colegiales                       | Central Ballester   | 1 - 0         | San Martín (B)       |
| 27 de noviembre | Talleres de Remedios de Escalada | Talleres (RdE)      | 0 - 2         | El Porvenir          |
| 4 de diciembre  | Rubén Carlos Vallejos            | Deportivo Muñiz     | 0 - 3         | Excursionistas       |
| 8 de febrero    | Juan Antonio Arias               | Centro Español      | (3) 1 - 1 (4) | San Miguel           |
| 7 de febrero    | Carlos Barraza                   | Leandro N. Alem     | 1 - 0         | Atlético Lugano      |
| 23 de noviembre | Gigante de Villa Fox             | Defensores Unidos   | 1 - 2         | Liniers              |
| 9 de febrero    | Guillermo Laza                   | Deportivo Riestra   | 6 - 0         | Victoriano Arenas    |
| 27 de noviembre | Ramón Roque Martín               | J. J. de Urquiza    | 2 - 0         | Argentino de Merlo   |
| 22 de noviembre | Ciudad de San Miguel             | Juventud Unida (SM) | 2 - 1         | Argentino de Rosario |
| 7 de febrero    | República de Italia              | Sportivo Barracas   | 0 - 1         | Berazategui          |
| 22 de noviembre | Rubén Carlos Vallejos            | Puerto Nuevo        | (1) 1 - 1 (3) | Luján                |

#### Segunda eliminatoria
De la segunda eliminatoria participaron los 16 clasificados de la primera y los seis equipos restantes de la Primera C. Los 11 ganadores avanzaron a la segunda eliminatoria del grupo II. Esta eliminatoria se jugó entre el 25 de febrero y el 20 de marzo.
| Fecha         | Estadio                    | Local             | Resultado     | Visitante                |
| ------------- | -------------------------- | ----------------- | ------------- | ------------------------ |
| 7 de marzo    | Juan Antonio Arias         | Yupanqui          | 1 - 2         | Atlas                    |
| 25 de febrero | Claudio Chiqui Tapia       | Excursionistas    | (4) 0 - 0 (3) | San Miguel               |
| 3 de marzo    | Enrique Sexto              | General Lamadrid  | (5) 0 - 0 (4) | Defensores de Belgrano   |
| 20 de marzo   | Gildo Francisco Ghersinich | El Porvenir       | (4) 2 - 2 (5) | Flandria                 |
| 11 de marzo   | Ramón Roque Martín         | J. J. de Urquiza  | 4 - 1         | Ferrocarril Midland      |
| 10 de marzo   | Municipal de Pilar         | Leandro N. Alem   | 5 - 4         | Juventud Unida (SM)      |
| 19 de marzo   | Juan Antonio Arias         | Liniers           | 2 - 1         | Defensores de Cambaceres |
| 11 de marzo   | Municipal de Luján         | Luján             | (0) 1 - 1 (3) | Berazategui              |
| 25 de febrero | De los Inmigrantes         | Dock Sud          | 2 - 1         | Argentino de Quilmes     |
| 17 de marzo   | Ramón Roque Martín         | Central Ballester | (1) 0 - 0 (3) | Deportivo Riestra        |
| 10 de marzo   | Roberto Larrosa            | Sacachispas       | 0 - 1         | Deportivo Laferrere      |

### Grupo II

#### Primera eliminatoria
La primera eliminatoria del grupo II se jugó entre el 22 de noviembre de 2014 y el 8 de febrero de 2015. Participaron los 22 equipos de la Primera B Metropolitana, de los que surgieron 11 clasificados a la segunda. 
| Fecha           | Estadio                       | Local             | Resultado     | Visitante         |
| --------------- | ----------------------------- | ----------------- | ------------- | ----------------- |
| 7 de febrero    | El Coliseo de Mitre y Puccini | Villa Dálmine     | (2) 0 - 0 (3) | Tristán Suárez    |
| 22 de noviembre | Ciudad de Vicente López       | Platense          | (7) 0 - 0 (8) | Deportivo Armenio |
| 7 de febrero    | Don León Kolbovsky            | Atlanta           | 2 - 1         | Villa San Carlos  |
| 8 de febrero    | 20 de octubre                 | Deportivo Merlo   | (4) 1 - 1 (2) | Barracas Central  |
| 7 de febrero    | Tres de Febrero               | Almagro           | 0 - 1         | Estudiantes (BA)  |
| 7 de febrero    | Lorenzo Arandilla             | Brown de Adrogué  | 0 - 1         | Deportivo Español |
| 7 de febrero    | Ciudad de Vicente López       | Acassuso          | (3) 1 - 1 (2) | Deportivo Morón   |
| 24 de noviembre | Armenia                       | Almirante Brown   | 3 - 0         | Colegiales        |
| 8 de febrero    | Eduardo Gallardón             | Los Andes         | 2 - 0         | Fénix             |
| 29 de noviembre | Alfredo Ramos                 | Comunicaciones    | 3 - 0         | Sportivo Italiano |
| 6 de febrero    | Chacarita Juniors             | Chacarita Juniors | 2 - 0         | UAI Urquiza       |

#### Segunda eliminatoria
De la segunda eliminatoria del grupo II participaron los 11 equipos clasificados de la primera del grupo II y los 11 clasificados de la segunda del grupo I. Los 11 ganadores avanzaron a la fase final. Esta eliminatoria se jugó entre el 25 de marzo y el 8 de abril.
| Fecha       | Estadio                 | Local               | Resultado     | Visitante         |
| ----------- | ----------------------- | ------------------- | ------------- | ----------------- |
| 8 de abril  | Enrique Sexto           | General Lamadrid    | (2) 2 - 2 (4) | Los Andes         |
| 26 de marzo | Claudio Chiqui Tapia    | Deportivo Laferrere | (3) 0 - 0 (4) | Atlanta           |
| 2 de abril  | Chacarita Juniors       | Chacarita Juniors   | 1 - 0         | Atlas             |
| 25 de marzo | Armenia                 | Deportivo Armenio   | (4) 0 - 0 (3) | Berazategui       |
| 25 de marzo | Municipal de Pilar      | Leandro N. Alem     | 0 - 1         | Deportivo Merlo   |
| 25 de marzo | 20 de octubre           | Tristán Suárez      | 2 - 3         | Deportivo Riestra |
| 31 de marzo | Nueva España            | Deportivo Español   | (4) 0 - 0 (3) | J. J. de Urquiza  |
| 1 de abril  | Carlos V                | Flandria            | (5) 0 - 0 (4) | Almirante Brown   |
| 25 de marzo | Ciudad de Vicente López | Acassuso            | (5) 0 - 0 (4) | Excursionistas    |
| 2 de abril  | Alfredo Ramos           | Comunicaciones      | (3) 0 - 0 (2) | Liniers           |
| 2 de abril  | Ciudad de Caseros       | Estudiantes (BA)    | 3 - 2         | Dock Sud          |

## Fase final
El cuadro principal lo protagonizaron los once clasificados de la zona regional y los de la zona metropolitana, más los 22 representantes de la B Nacional y los 20 de la Primera División: 64 equipos en total. El sorteo de la Fase final se efectuó el martes 10 de febrero, en el Predio Julio Humberto Grondona, de Ezeiza.

### Cuadro de desarrollo
|  | Treintaidosavos de final                | Treintaidosavos de final                | Treintaidosavos de final    |       |                                         | Dieciseisavos de final | Dieciseisavos de final | Dieciseisavos de final |  |                                         | Octavos de final        | Octavos de final | Octavos de final |  |                                         | Cuartos de final   | Cuartos de final | Cuartos de final |  |                                         | Semifinales                             | Semifinales  | Semifinales |  |  | Final                                | Final           | Final |
|  |                                         |                                         |                             |       |                                         |                        |                        |                        |  |                                         |                         |                  |                  |  |                                         |                    |                  |                  |  |                                         |                                         |              |             |  |  |                                      |                 |       |
|  | Bandera de la Ciudad de Buenos Aires    | River Plate                             | 2                           |       |                                         |                        |                        |                        |  |                                         |                         |                  |                  |  |                                         |                    |                  |                  |  |                                         |                                         |              |             |  |  |                                      |                 |       |
|  | Bandera de la Provincia de Buenos Aires | Liniers (BB)                            | 0                           |       |                                         |                        |                        |                        |  |                                         |                         |                  |                  |  |                                         |                    |                  |                  |  |                                         |                                         |              |             |  |  |                                      |                 |       |
|  | Bandera de la Provincia de Buenos Aires | Liniers (BB)                            | 0                           |       | Bandera de la Ciudad de Buenos Aires    | River Plate            | 0                      |                        |  |                                         |                         |                  |                  |  |                                         |                    |                  |                  |  |                                         |                                         |              |             |  |  |                                      |                 |       |
|  |                                         |                                         |                             |       | Bandera de la Ciudad de Buenos Aires    | River Plate            | 0                      |                        |  |                                         |                         |                  |                  |  |                                         |                    |                  |                  |  |                                         |                                         |              |             |  |  |                                      |                 |       |
|  |                                         | Bandera de la Provincia de Santa Fe     | Rosario Central             | 2     |                                         |                        |                        |                        |  |                                         |                         |                  |                  |  |                                         |                    |                  |                  |  |                                         |                                         |              |             |  |  |                                      |                 |       |
|  | Bandera de la Provincia de Santa Fe     | Bandera de la Provincia de Santa Fe     | Rosario Central             | 2     | Rosario Central                         | 3                      |                        |                        |  |                                         |                         |                  |                  |  |                                         |                    |                  |                  |  |                                         |                                         |              |             |  |  |                                      |                 |       |
|  | Bandera de la Provincia de Santa Fe     |                                         |                             |       | Rosario Central                         | 3                      |                        |                        |  |                                         |                         |                  |                  |  |                                         |                    |                  |                  |  |                                         |                                         |              |             |  |  |                                      |                 |       |
|  | Bandera de la Ciudad de Buenos Aires    | Deportivo Riestra                       | 1                           |       |                                         |                        |                        |                        |  |                                         |                         |                  |                  |  |                                         |                    |                  |                  |  |                                         |                                         |              |             |  |  |                                      |                 |       |
|  | Bandera de la Ciudad de Buenos Aires    | Deportivo Riestra                       | 1                           |       |                                         |                        |                        |                        |  | Bandera de la Provincia de Santa Fe     | Rosario Central (p)     | 0 (5)            |                  |  |                                         |                    |                  |                  |  |                                         |                                         |              |             |  |  |                                      |                 |       |
|  |                                         |                                         |                             |       |                                         |                        |                        |                        |  | Bandera de la Provincia de Santa Fe     | Rosario Central (p)     | 0 (5)            |                  |  |                                         |                    |                  |                  |  |                                         |                                         |              |             |  |  |                                      |                 |       |
|  |                                         | Bandera de la Ciudad de Buenos Aires    | Ferro Carril Oeste          | 0 (3) |                                         |                        |                        |                        |  |                                         |                         |                  |                  |  |                                         |                    |                  |                  |  |                                         |                                         |              |             |  |  |                                      |                 |       |
|  | Bandera de la Ciudad de Buenos Aires    | Bandera de la Ciudad de Buenos Aires    | Ferro Carril Oeste          | 0 (3) | Ferro Carril Oeste (p)                  | 1 (5)                  |                        |                        |  |                                         |                         |                  |                  |  |                                         |                    |                  |                  |  |                                         |                                         |              |             |  |  |                                      |                 |       |
|  | Bandera de la Ciudad de Buenos Aires    |                                         |                             |       | Ferro Carril Oeste (p)                  | 1 (5)                  |                        |                        |  |                                         |                         |                  |                  |  |                                         |                    |                  |                  |  |                                         |                                         |              |             |  |  |                                      |                 |       |
|  | Bandera de la Provincia de Corrientes   | Boca Unidos                             | 1 (3)                       |       |                                         |                        |                        |                        |  |                                         |                         |                  |                  |  |                                         |                    |                  |                  |  |                                         |                                         |              |             |  |  |                                      |                 |       |
|  | Bandera de la Provincia de Corrientes   | Boca Unidos                             | 1 (3)                       |       | Bandera de la Ciudad de Buenos Aires    | Ferro Carril Oeste (p) | 3 (4)                  |                        |  |                                         |                         |                  |                  |  |                                         |                    |                  |                  |  |                                         |                                         |              |             |  |  |                                      |                 |       |
|  |                                         |                                         |                             |       | Bandera de la Ciudad de Buenos Aires    | Ferro Carril Oeste (p) | 3 (4)                  |                        |  |                                         |                         |                  |                  |  |                                         |                    |                  |                  |  |                                         |                                         |              |             |  |  |                                      |                 |       |
|  |                                         | Bandera de la Provincia de Buenos Aires | Los Andes                   | 3 (1) |                                         |                        |                        |                        |  |                                         |                         |                  |                  |  |                                         |                    |                  |                  |  |                                         |                                         |              |             |  |  |                                      |                 |       |
|  | Bandera de la Provincia de Misiones     | Bandera de la Provincia de Buenos Aires | Los Andes                   | 3 (1) | Crucero del Norte                       | 0                      |                        |                        |  |                                         |                         |                  |                  |  |                                         |                    |                  |                  |  |                                         |                                         |              |             |  |  |                                      |                 |       |
|  | Bandera de la Provincia de Misiones     |                                         |                             |       | Crucero del Norte                       | 0                      |                        |                        |  |                                         |                         |                  |                  |  |                                         |                    |                  |                  |  |                                         |                                         |              |             |  |  |                                      |                 |       |
|  | Bandera de la Provincia de Buenos Aires | Los Andes                               | 2                           |       |                                         |                        |                        |                        |  |                                         |                         |                  |                  |  |                                         |                    |                  |                  |  |                                         |                                         |              |             |  |  |                                      |                 |       |
|  | Bandera de la Provincia de Buenos Aires | Los Andes                               | 2                           |       |                                         |                        |                        |                        |  |                                         |                         |                  |                  |  | Bandera de la Provincia de Santa Fe     | Rosario Central    | 2                |                  |  |                                         |                                         |              |             |  |  |                                      |                 |       |
|  |                                         |                                         |                             |       |                                         |                        |                        |                        |  |                                         |                         |                  |                  |  | Bandera de la Provincia de Santa Fe     | Rosario Central    | 2                |                  |  |                                         |                                         |              |             |  |  |                                      |                 |       |
|  |                                         | Bandera de la Provincia de Buenos Aires | Estudiantes (LP)            | 1     |                                         |                        |                        |                        |  |                                         |                         |                  |                  |  |                                         |                    |                  |                  |  |                                         |                                         |              |             |  |  |                                      |                 |       |
|  | Bandera de la Provincia de Buenos Aires | Bandera de la Provincia de Buenos Aires | Estudiantes (LP)            | 1     | Quilmes                                 | 2                      |                        |                        |  |                                         |                         |                  |                  |  |                                         |                    |                  |                  |  |                                         |                                         |              |             |  |  |                                      |                 |       |
|  | Bandera de la Provincia de Buenos Aires |                                         |                             |       | Quilmes                                 | 2                      |                        |                        |  |                                         |                         |                  |                  |  |                                         |                    |                  |                  |  |                                         |                                         |              |             |  |  |                                      |                 |       |
|  | Bandera de la Provincia de Córdoba      | Sportivo Belgrano                       | 0                           |       |                                         |                        |                        |                        |  |                                         |                         |                  |                  |  |                                         |                    |                  |                  |  |                                         |                                         |              |             |  |  |                                      |                 |       |
|  | Bandera de la Provincia de Córdoba      | Sportivo Belgrano                       | 0                           |       | Bandera de la Provincia de Buenos Aires | Quilmes                | 3                      |                        |  |                                         |                         |                  |                  |  |                                         |                    |                  |                  |  |                                         |                                         |              |             |  |  |                                      |                 |       |
|  |                                         |                                         |                             |       | Bandera de la Provincia de Buenos Aires | Quilmes                | 3                      |                        |  |                                         |                         |                  |                  |  |                                         |                    |                  |                  |  |                                         |                                         |              |             |  |  |                                      |                 |       |
|  |                                         | Bandera de la Provincia de Mendoza      | Independiente Rivadavia     | 0     |                                         |                        |                        |                        |  |                                         |                         |                  |                  |  |                                         |                    |                  |                  |  |                                         |                                         |              |             |  |  |                                      |                 |       |
|  | Bandera de la Ciudad de Buenos Aires    | Bandera de la Provincia de Mendoza      | Independiente Rivadavia     | 0     | Huracán                                 | 0                      |                        |                        |  |                                         |                         |                  |                  |  |                                         |                    |                  |                  |  |                                         |                                         |              |             |  |  |                                      |                 |       |
|  | Bandera de la Ciudad de Buenos Aires    |                                         |                             |       | Huracán                                 | 0                      |                        |                        |  |                                         |                         |                  |                  |  |                                         |                    |                  |                  |  |                                         |                                         |              |             |  |  |                                      |                 |       |
|  | Bandera de la Provincia de Mendoza      | Independiente Rivadavia                 | 1                           |       |                                         |                        |                        |                        |  |                                         |                         |                  |                  |  |                                         |                    |                  |                  |  |                                         |                                         |              |             |  |  |                                      |                 |       |
|  | Bandera de la Provincia de Mendoza      | Independiente Rivadavia                 | 1                           |       |                                         |                        |                        |                        |  | Bandera de la Provincia de Buenos Aires | Quilmes                 | 1 (1)            |                  |  |                                         |                    |                  |                  |  |                                         |                                         |              |             |  |  |                                      |                 |       |
|  |                                         |                                         |                             |       |                                         |                        |                        |                        |  | Bandera de la Provincia de Buenos Aires | Quilmes                 | 1 (1)            |                  |  |                                         |                    |                  |                  |  |                                         |                                         |              |             |  |  |                                      |                 |       |
|  |                                         | Bandera de la Provincia de Buenos Aires | Estudiantes (LP) (p)        | 1 (3) |                                         |                        |                        |                        |  |                                         |                         |                  |                  |  |                                         |                    |                  |                  |  |                                         |                                         |              |             |  |  |                                      |                 |       |
|  | Bandera de la Provincia de San Juan     | Bandera de la Provincia de Buenos Aires | Estudiantes (LP) (p)        | 1 (3) | San Martín (SJ) (p)                     | 1 (7)                  |                        |                        |  |                                         |                         |                  |                  |  |                                         |                    |                  |                  |  |                                         |                                         |              |             |  |  |                                      |                 |       |
|  | Bandera de la Provincia de San Juan     |                                         |                             |       | San Martín (SJ) (p)                     | 1 (7)                  |                        |                        |  |                                         |                         |                  |                  |  |                                         |                    |                  |                  |  |                                         |                                         |              |             |  |  |                                      |                 |       |
|  | Bandera de la Provincia de Buenos Aires | Estudiantes (BA)                        | 1 (6)                       |       |                                         |                        |                        |                        |  |                                         |                         |                  |                  |  |                                         |                    |                  |                  |  |                                         |                                         |              |             |  |  |                                      |                 |       |
|  | Bandera de la Provincia de Buenos Aires | Estudiantes (BA)                        | 1 (6)                       |       | Bandera de la Provincia de San Juan     | San Martín (SJ)        | 1 (5)                  |                        |  |                                         |                         |                  |                  |  |                                         |                    |                  |                  |  |                                         |                                         |              |             |  |  |                                      |                 |       |
|  |                                         |                                         |                             |       | Bandera de la Provincia de San Juan     | San Martín (SJ)        | 1 (5)                  |                        |  |                                         |                         |                  |                  |  |                                         |                    |                  |                  |  |                                         |                                         |              |             |  |  |                                      |                 |       |
|  |                                         | Bandera de la Provincia de Buenos Aires | Estudiantes (LP) (p)        | 1 (6) |                                         |                        |                        |                        |  |                                         |                         |                  |                  |  |                                         |                    |                  |                  |  |                                         |                                         |              |             |  |  |                                      |                 |       |
|  | Bandera de la Provincia de Buenos Aires | Bandera de la Provincia de Buenos Aires | Estudiantes (LP) (p)        | 1 (6) | Estudiantes (LP)                        | 2                      |                        |                        |  |                                         |                         |                  |                  |  |                                         |                    |                  |                  |  |                                         |                                         |              |             |  |  |                                      |                 |       |
|  | Bandera de la Provincia de Buenos Aires |                                         |                             |       | Estudiantes (LP)                        | 2                      |                        |                        |  |                                         |                         |                  |                  |  |                                         |                    |                  |                  |  |                                         |                                         |              |             |  |  |                                      |                 |       |
|  | Bandera de la Provincia de Buenos Aires | Ramón Santamarina                       | 1                           |       |                                         |                        |                        |                        |  |                                         |                         |                  |                  |  |                                         |                    |                  |                  |  |                                         |                                         |              |             |  |  |                                      |                 |       |
|  | Bandera de la Provincia de Buenos Aires | Ramón Santamarina                       | 1                           |       |                                         |                        |                        |                        |  |                                         |                         |                  |                  |  |                                         |                    |                  |                  |  | Bandera de la Provincia de Santa Fe     | Rosario Central                         | 1            |             |  |  |                                      |                 |       |
|  |                                         |                                         |                             |       |                                         |                        |                        |                        |  |                                         |                         |                  |                  |  |                                         |                    |                  |                  |  | Bandera de la Provincia de Santa Fe     | Rosario Central                         | 1            |             |  |  |                                      |                 |       |
|  |                                         |                                         |                             |       |                                         |                        |                        |                        |  |                                         |                         |                  |                  |  |                                         |                    |                  |                  |  |                                         | Bandera de la Provincia de Buenos Aires | Racing Club  | 0           |  |  |                                      |                 |       |
|  | Bandera de la Provincia de Buenos Aires | Racing Club                             | 2                           |       |                                         |                        |                        |                        |  |                                         |                         |                  |                  |  |                                         |                    |                  |                  |  |                                         | Bandera de la Provincia de Buenos Aires | Racing Club  | 0           |  |  |                                      |                 |       |
|  | Bandera de la Provincia de Buenos Aires | Racing Club                             | 2                           |       |                                         |                        |                        |                        |  |                                         |                         |                  |                  |  |                                         |                    |                  |                  |  |                                         |                                         |              |             |  |  |                                      |                 |       |
|  | Bandera de la Provincia del Neuquén     | Independiente (N)                       | 0                           |       |                                         |                        |                        |                        |  |                                         |                         |                  |                  |  |                                         |                    |                  |                  |  |                                         |                                         |              |             |  |  |                                      |                 |       |
|  | Bandera de la Provincia del Neuquén     | Independiente (N)                       | 0                           |       | Bandera de la Provincia de Buenos Aires | Racing Club            | 2                      |                        |  |                                         |                         |                  |                  |  |                                         |                    |                  |                  |  |                                         |                                         |              |             |  |  |                                      |                 |       |
|  |                                         |                                         |                             |       | Bandera de la Provincia de Buenos Aires | Racing Club            | 2                      |                        |  |                                         |                         |                  |                  |  |                                         |                    |                  |                  |  |                                         |                                         |              |             |  |  |                                      |                 |       |
|  |                                         | Bandera de la Provincia de Buenos Aires | Tigre                       | 1     |                                         |                        |                        |                        |  |                                         |                         |                  |                  |  |                                         |                    |                  |                  |  |                                         |                                         |              |             |  |  |                                      |                 |       |
|  | Bandera de la Provincia de Buenos Aires | Bandera de la Provincia de Buenos Aires | Tigre                       | 1     | Tigre                                   | 1                      |                        |                        |  |                                         |                         |                  |                  |  |                                         |                    |                  |                  |  |                                         |                                         |              |             |  |  |                                      |                 |       |
|  | Bandera de la Provincia de Buenos Aires |                                         |                             |       | Tigre                                   | 1                      |                        |                        |  |                                         |                         |                  |                  |  |                                         |                    |                  |                  |  |                                         |                                         |              |             |  |  |                                      |                 |       |
|  | Bandera de la Provincia de Jujuy        | Gimnasia y Esgrima (J)                  | 0                           |       |                                         |                        |                        |                        |  |                                         |                         |                  |                  |  |                                         |                    |                  |                  |  |                                         |                                         |              |             |  |  |                                      |                 |       |
|  | Bandera de la Provincia de Jujuy        | Gimnasia y Esgrima (J)                  | 0                           |       |                                         |                        |                        |                        |  | Bandera de la Provincia de Buenos Aires | Racing Club (p)         | 1(4)             |                  |  |                                         |                    |                  |                  |  |                                         |                                         |              |             |  |  |                                      |                 |       |
|  |                                         |                                         |                             |       |                                         |                        |                        |                        |  | Bandera de la Provincia de Buenos Aires | Racing Club (p)         | 1(4)             |                  |  |                                         |                    |                  |                  |  |                                         |                                         |              |             |  |  |                                      |                 |       |
|  |                                         | Bandera de la Ciudad de Buenos Aires    | Atlanta                     | 1(2)  |                                         |                        |                        |                        |  |                                         |                         |                  |                  |  |                                         |                    |                  |                  |  |                                         |                                         |              |             |  |  |                                      |                 |       |
|  | Bandera de la Provincia de Buenos Aires | Bandera de la Ciudad de Buenos Aires    | Atlanta                     | 1(2)  | Olimpo                                  | 1 (3)                  |                        |                        |  |                                         |                         |                  |                  |  |                                         |                    |                  |                  |  |                                         |                                         |              |             |  |  |                                      |                 |       |
|  | Bandera de la Provincia de Buenos Aires |                                         |                             |       | Olimpo                                  | 1 (3)                  |                        |                        |  |                                         |                         |                  |                  |  |                                         |                    |                  |                  |  |                                         |                                         |              |             |  |  |                                      |                 |       |
|  | Bandera de la Ciudad de Buenos Aires    | Atlanta (p)                             | 1 (4)                       |       |                                         |                        |                        |                        |  |                                         |                         |                  |                  |  |                                         |                    |                  |                  |  |                                         |                                         |              |             |  |  |                                      |                 |       |
|  | Bandera de la Ciudad de Buenos Aires    | Atlanta (p)                             | 1 (4)                       |       | Bandera de la Ciudad de Buenos Aires    | Atlanta (p)            | 1 (7)                  |                        |  |                                         |                         |                  |                  |  |                                         |                    |                  |                  |  |                                         |                                         |              |             |  |  |                                      |                 |       |
|  |                                         |                                         |                             |       | Bandera de la Ciudad de Buenos Aires    | Atlanta (p)            | 1 (7)                  |                        |  |                                         |                         |                  |                  |  |                                         |                    |                  |                  |  |                                         |                                         |              |             |  |  |                                      |                 |       |
|  |                                         | Bandera de la Ciudad de Buenos Aires    | Comunicaciones              | 1 (6) |                                         |                        |                        |                        |  |                                         |                         |                  |                  |  |                                         |                    |                  |                  |  |                                         |                                         |              |             |  |  |                                      |                 |       |
|  | Bandera de la Provincia de Buenos Aires | Bandera de la Ciudad de Buenos Aires    | Comunicaciones              | 1 (6) | Aldosivi                                | 0 (5)                  |                        |                        |  |                                         |                         |                  |                  |  |                                         |                    |                  |                  |  |                                         |                                         |              |             |  |  |                                      |                 |       |
|  | Bandera de la Provincia de Buenos Aires |                                         |                             |       | Aldosivi                                | 0 (5)                  |                        |                        |  |                                         |                         |                  |                  |  |                                         |                    |                  |                  |  |                                         |                                         |              |             |  |  |                                      |                 |       |
|  | Bandera de la Ciudad de Buenos Aires    | Comunicaciones (p)                      | 0 (6)                       |       |                                         |                        |                        |                        |  |                                         |                         |                  |                  |  |                                         |                    |                  |                  |  |                                         |                                         |              |             |  |  |                                      |                 |       |
|  | Bandera de la Ciudad de Buenos Aires    | Comunicaciones (p)                      | 0 (6)                       |       |                                         |                        |                        |                        |  |                                         |                         |                  |                  |  | Bandera de la Provincia de Buenos Aires | Racing Club        | 2                |                  |  |                                         |                                         |              |             |  |  |                                      |                 |       |
|  |                                         |                                         |                             |       |                                         |                        |                        |                        |  |                                         |                         |                  |                  |  | Bandera de la Provincia de Buenos Aires | Racing Club        | 2                |                  |  |                                         |                                         |              |             |  |  |                                      |                 |       |
|  |                                         | Bandera de la Ciudad de Buenos Aires    | San Lorenzo                 | 1     |                                         |                        |                        |                        |  |                                         |                         |                  |                  |  |                                         |                    |                  |                  |  |                                         |                                         |              |             |  |  |                                      |                 |       |
|  | Bandera de la Provincia de Santa Fe     | Bandera de la Ciudad de Buenos Aires    | San Lorenzo                 | 1     | Atlético de Rafaela (p)                 | 1 (4)                  |                        |                        |  |                                         |                         |                  |                  |  |                                         |                    |                  |                  |  |                                         |                                         |              |             |  |  |                                      |                 |       |
|  | Bandera de la Provincia de Santa Fe     |                                         |                             |       | Atlético de Rafaela (p)                 | 1 (4)                  |                        |                        |  |                                         |                         |                  |                  |  |                                         |                    |                  |                  |  |                                         |                                         |              |             |  |  |                                      |                 |       |
|  | Bandera de la Provincia de Buenos Aires | Flandria                                | 1 (3)                       |       |                                         |                        |                        |                        |  |                                         |                         |                  |                  |  |                                         |                    |                  |                  |  |                                         |                                         |              |             |  |  |                                      |                 |       |
|  | Bandera de la Provincia de Buenos Aires | Flandria                                | 1 (3)                       |       | Bandera de la Provincia de Santa Fe     | Atlético de Rafaela    | 5                      |                        |  |                                         |                         |                  |                  |  |                                         |                    |                  |                  |  |                                         |                                         |              |             |  |  |                                      |                 |       |
|  |                                         |                                         |                             |       | Bandera de la Provincia de Santa Fe     | Atlético de Rafaela    | 5                      |                        |  |                                         |                         |                  |                  |  |                                         |                    |                  |                  |  |                                         |                                         |              |             |  |  |                                      |                 |       |
|  |                                         | Bandera de la Provincia de Buenos Aires | Deportivo Merlo             | 1     |                                         |                        |                        |                        |  |                                         |                         |                  |                  |  |                                         |                    |                  |                  |  |                                         |                                         |              |             |  |  |                                      |                 |       |
|  | Bandera de la Provincia de Buenos Aires | Bandera de la Provincia de Buenos Aires | Deportivo Merlo             | 1     | Sarmiento (J)                           | 1                      |                        |                        |  |                                         |                         |                  |                  |  |                                         |                    |                  |                  |  |                                         |                                         |              |             |  |  |                                      |                 |       |
|  | Bandera de la Provincia de Buenos Aires |                                         |                             |       | Sarmiento (J)                           | 1                      |                        |                        |  |                                         |                         |                  |                  |  |                                         |                    |                  |                  |  |                                         |                                         |              |             |  |  |                                      |                 |       |
|  | Bandera de la Provincia de Buenos Aires | Deportivo Merlo                         | 2                           |       |                                         |                        |                        |                        |  |                                         |                         |                  |                  |  |                                         |                    |                  |                  |  |                                         |                                         |              |             |  |  |                                      |                 |       |
|  | Bandera de la Provincia de Buenos Aires | Deportivo Merlo                         | 2                           |       |                                         |                        |                        |                        |  | Bandera de la Provincia de Santa Fe     | Atlético de Rafaela     | 0                |                  |  |                                         |                    |                  |                  |  |                                         |                                         |              |             |  |  |                                      |                 |       |
|  |                                         |                                         |                             |       |                                         |                        |                        |                        |  | Bandera de la Provincia de Santa Fe     | Atlético de Rafaela     | 0                |                  |  |                                         |                    |                  |                  |  |                                         |                                         |              |             |  |  |                                      |                 |       |
|  |                                         | Bandera de la Ciudad de Buenos Aires    | San Lorenzo                 | 1     |                                         |                        |                        |                        |  |                                         |                         |                  |                  |  |                                         |                    |                  |                  |  |                                         |                                         |              |             |  |  |                                      |                 |       |
|  | Bandera de la Provincia de Córdoba      | Bandera de la Ciudad de Buenos Aires    | San Lorenzo                 | 1     | Belgrano                                | 0 (2)                  |                        |                        |  |                                         |                         |                  |                  |  |                                         |                    |                  |                  |  |                                         |                                         |              |             |  |  |                                      |                 |       |
|  | Bandera de la Provincia de Córdoba      |                                         |                             |       | Belgrano                                | 0 (2)                  |                        |                        |  |                                         |                         |                  |                  |  |                                         |                    |                  |                  |  |                                         |                                         |              |             |  |  |                                      |                 |       |
|  | Bandera de la Provincia de Córdoba      | Instituto (p)                           | 0 (4)                       |       |                                         |                        |                        |                        |  |                                         |                         |                  |                  |  |                                         |                    |                  |                  |  |                                         |                                         |              |             |  |  |                                      |                 |       |
|  | Bandera de la Provincia de Córdoba      | Instituto (p)                           | 0 (4)                       |       | Bandera de la Provincia de Córdoba      | Instituto              | 1                      |                        |  |                                         |                         |                  |                  |  |                                         |                    |                  |                  |  |                                         |                                         |              |             |  |  |                                      |                 |       |
|  |                                         |                                         |                             |       | Bandera de la Provincia de Córdoba      | Instituto              | 1                      |                        |  |                                         |                         |                  |                  |  |                                         |                    |                  |                  |  |                                         |                                         |              |             |  |  |                                      |                 |       |
|  |                                         | Bandera de la Ciudad de Buenos Aires    | San Lorenzo                 | 2     |                                         |                        |                        |                        |  |                                         |                         |                  |                  |  |                                         |                    |                  |                  |  |                                         |                                         |              |             |  |  |                                      |                 |       |
|  | Bandera de la Ciudad de Buenos Aires    | Bandera de la Ciudad de Buenos Aires    | San Lorenzo                 | 2     | San Lorenzo                             | 3                      |                        |                        |  |                                         |                         |                  |                  |  |                                         |                    |                  |                  |  |                                         |                                         |              |             |  |  |                                      |                 |       |
|  | Bandera de la Ciudad de Buenos Aires    |                                         |                             |       | San Lorenzo                             | 3                      |                        |                        |  |                                         |                         |                  |                  |  |                                         |                    |                  |                  |  |                                         |                                         |              |             |  |  |                                      |                 |       |
|  | Bandera de la Provincia de Entre Ríos   | Viale FBC                               | 0                           |       |                                         |                        |                        |                        |  |                                         |                         |                  |                  |  |                                         |                    |                  |                  |  |                                         |                                         |              |             |  |  |                                      |                 |       |
|  |                                         |                                         |                             |       |                                         |                        |                        |                        |  |                                         |                         |                  |                  |  |                                         |                    |                  |                  |  |                                         |                                         |              |             |  |  | Bandera de la Provincia de Santa Fe  | Rosario Central | 0     |
|  |                                         |                                         |                             |       |                                         |                        |                        |                        |  |                                         |                         |                  |                  |  |                                         |                    |                  |                  |  |                                         |                                         |              |             |  |  | Bandera de la Provincia de Santa Fe  | Rosario Central | 0     |
|  |                                         |                                         |                             |       |                                         |                        |                        |                        |  |                                         |                         |                  |                  |  |                                         |                    |                  |                  |  |                                         |                                         |              |             |  |  | Bandera de la Ciudad de Buenos Aires | Boca Juniors    | 2     |
|  | Bandera de la Provincia de Buenos Aires | Independiente (p)                       | 1 (4)                       |       |                                         |                        |                        |                        |  |                                         |                         |                  |                  |  |                                         |                    |                  |                  |  |                                         |                                         |              |             |  |  |                                      |                 |       |
|  | Bandera de la Provincia de Córdoba      | Alianza de Moldes                       | 1 (1)                       |       |                                         |                        |                        |                        |  |                                         |                         |                  |                  |  |                                         |                    |                  |                  |  |                                         |                                         |              |             |  |  |                                      |                 |       |
|  | Bandera de la Provincia de Córdoba      | Alianza de Moldes                       | 1 (1)                       |       | Bandera de la Provincia de Buenos Aires | Independiente          | 1                      |                        |  |                                         |                         |                  |                  |  |                                         |                    |                  |                  |  |                                         |                                         |              |             |  |  |                                      |                 |       |
|  |                                         |                                         |                             |       | Bandera de la Provincia de Buenos Aires | Independiente          | 1                      |                        |  |                                         |                         |                  |                  |  |                                         |                    |                  |                  |  |                                         |                                         |              |             |  |  |                                      |                 |       |
|  |                                         | Bandera de la Ciudad de Buenos Aires    | Deportivo Español           | 0     |                                         |                        |                        |                        |  |                                         |                         |                  |                  |  |                                         |                    |                  |                  |  |                                         |                                         |              |             |  |  |                                      |                 |       |
|  | Bandera de la Provincia de Mendoza      | Bandera de la Ciudad de Buenos Aires    | Deportivo Español           | 0     | Godoy Cruz                              | 0                      |                        |                        |  |                                         |                         |                  |                  |  |                                         |                    |                  |                  |  |                                         |                                         |              |             |  |  |                                      |                 |       |
|  | Bandera de la Provincia de Mendoza      |                                         |                             |       | Godoy Cruz                              | 0                      |                        |                        |  |                                         |                         |                  |                  |  |                                         |                    |                  |                  |  |                                         |                                         |              |             |  |  |                                      |                 |       |
|  | Bandera de la Ciudad de Buenos Aires    | Deportivo Español                       | 1                           |       |                                         |                        |                        |                        |  |                                         |                         |                  |                  |  |                                         |                    |                  |                  |  |                                         |                                         |              |             |  |  |                                      |                 |       |
|  | Bandera de la Ciudad de Buenos Aires    | Deportivo Español                       | 1                           |       |                                         |                        |                        |                        |  | Bandera de la Provincia de Buenos Aires | Independiente           | 0                |                  |  |                                         |                    |                  |                  |  |                                         |                                         |              |             |  |  |                                      |                 |       |
|  |                                         |                                         |                             |       |                                         |                        |                        |                        |  | Bandera de la Provincia de Buenos Aires | Independiente           | 0                |                  |  |                                         |                    |                  |                  |  |                                         |                                         |              |             |  |  |                                      |                 |       |
|  |                                         | Bandera de la Provincia de Buenos Aires | Lanús                       | 2     |                                         |                        |                        |                        |  |                                         |                         |                  |                  |  |                                         |                    |                  |                  |  |                                         |                                         |              |             |  |  |                                      |                 |       |
|  | Bandera de la Provincia de Buenos Aires | Bandera de la Provincia de Buenos Aires | Lanús                       | 2     | Lanús                                   | 2                      |                        |                        |  |                                         |                         |                  |                  |  |                                         |                    |                  |                  |  |                                         |                                         |              |             |  |  |                                      |                 |       |
|  | Bandera de la Provincia de Buenos Aires |                                         |                             |       | Lanús                                   | 2                      |                        |                        |  |                                         |                         |                  |                  |  |                                         |                    |                  |                  |  |                                         |                                         |              |             |  |  |                                      |                 |       |
|  | Bandera de la Provincia de Tucumán      | Atlético Tucumán                        | 0                           |       |                                         |                        |                        |                        |  |                                         |                         |                  |                  |  |                                         |                    |                  |                  |  |                                         |                                         |              |             |  |  |                                      |                 |       |
|  | Bandera de la Provincia de Tucumán      | Atlético Tucumán                        | 0                           |       | Bandera de la Provincia de Buenos Aires | Lanús                  | 3                      |                        |  |                                         |                         |                  |                  |  |                                         |                    |                  |                  |  |                                         |                                         |              |             |  |  |                                      |                 |       |
|  |                                         |                                         |                             |       | Bandera de la Provincia de Buenos Aires | Lanús                  | 3                      |                        |  |                                         |                         |                  |                  |  |                                         |                    |                  |                  |  |                                         |                                         |              |             |  |  |                                      |                 |       |
|  |                                         | Bandera de la Ciudad de Buenos Aires    | Nueva Chicago               | 0     |                                         |                        |                        |                        |  |                                         |                         |                  |                  |  |                                         |                    |                  |                  |  |                                         |                                         |              |             |  |  |                                      |                 |       |
|  | Bandera de la Ciudad de Buenos Aires    | Bandera de la Ciudad de Buenos Aires    | Nueva Chicago               | 0     | Nueva Chicago                           | 2                      |                        |                        |  |                                         |                         |                  |                  |  |                                         |                    |                  |                  |  |                                         |                                         |              |             |  |  |                                      |                 |       |
|  | Bandera de la Ciudad de Buenos Aires    |                                         |                             |       | Nueva Chicago                           | 2                      |                        |                        |  |                                         |                         |                  |                  |  |                                         |                    |                  |                  |  |                                         |                                         |              |             |  |  |                                      |                 |       |
|  | Bandera de la Provincia de Buenos Aires | Defensores de Belgrano (VR)             | 1                           |       |                                         |                        |                        |                        |  |                                         |                         |                  |                  |  |                                         |                    |                  |                  |  |                                         |                                         |              |             |  |  |                                      |                 |       |
|  | Bandera de la Provincia de Buenos Aires | Defensores de Belgrano (VR)             | 1                           |       |                                         |                        |                        |                        |  |                                         |                         |                  |                  |  | Bandera de la Provincia de Buenos Aires | Lanús (p)          | 1 (4)            |                  |  |                                         |                                         |              |             |  |  |                                      |                 |       |
|  |                                         |                                         |                             |       |                                         |                        |                        |                        |  |                                         |                         |                  |                  |  | Bandera de la Provincia de Buenos Aires | Lanús (p)          | 1 (4)            |                  |  |                                         |                                         |              |             |  |  |                                      |                 |       |
|  |                                         | Bandera de la Ciudad de Buenos Aires    | Vélez Sarsfield             | 1 (2) |                                         |                        |                        |                        |  |                                         |                         |                  |                  |  |                                         |                    |                  |                  |  |                                         |                                         |              |             |  |  |                                      |                 |       |
|  | Bandera de la Provincia de Santa Fe     | Bandera de la Ciudad de Buenos Aires    | Vélez Sarsfield             | 1 (2) | Unión                                   | 2                      |                        |                        |  |                                         |                         |                  |                  |  |                                         |                    |                  |                  |  |                                         |                                         |              |             |  |  |                                      |                 |       |
|  | Bandera de la Provincia de Santa Fe     |                                         |                             |       | Unión                                   | 2                      |                        |                        |  |                                         |                         |                  |                  |  |                                         |                    |                  |                  |  |                                         |                                         |              |             |  |  |                                      |                 |       |
|  | Bandera de la Provincia de Buenos Aires | Deportivo Armenio                       | 1                           |       |                                         |                        |                        |                        |  |                                         |                         |                  |                  |  |                                         |                    |                  |                  |  |                                         |                                         |              |             |  |  |                                      |                 |       |
|  | Bandera de la Provincia de Buenos Aires | Deportivo Armenio                       | 1                           |       | Bandera de la Provincia de Santa Fe     | Unión                  | 0 (5)                  |                        |  |                                         |                         |                  |                  |  |                                         |                    |                  |                  |  |                                         |                                         |              |             |  |  |                                      |                 |       |
|  |                                         |                                         |                             |       | Bandera de la Provincia de Santa Fe     | Unión                  | 0 (5)                  |                        |  |                                         |                         |                  |                  |  |                                         |                    |                  |                  |  |                                         |                                         |              |             |  |  |                                      |                 |       |
|  |                                         | Bandera de la Provincia de Buenos Aires | Gimnasia y Esgrima (LP) (p) | 0 (6) |                                         |                        |                        |                        |  |                                         |                         |                  |                  |  |                                         |                    |                  |                  |  |                                         |                                         |              |             |  |  |                                      |                 |       |
|  | Bandera de la Provincia de Buenos Aires | Bandera de la Provincia de Buenos Aires | Gimnasia y Esgrima (LP) (p) | 0 (6) | Gimnasia y Esgrima (LP)                 | 2                      |                        |                        |  |                                         |                         |                  |                  |  |                                         |                    |                  |                  |  |                                         |                                         |              |             |  |  |                                      |                 |       |
|  | Bandera de la Provincia de Buenos Aires |                                         |                             |       | Gimnasia y Esgrima (LP)                 | 2                      |                        |                        |  |                                         |                         |                  |                  |  |                                         |                    |                  |                  |  |                                         |                                         |              |             |  |  |                                      |                 |       |
|  | Bandera de la Provincia de Jujuy        | Altos Hornos Zapla                      | 0                           |       |                                         |                        |                        |                        |  |                                         |                         |                  |                  |  |                                         |                    |                  |                  |  |                                         |                                         |              |             |  |  |                                      |                 |       |
|  | Bandera de la Provincia de Jujuy        | Altos Hornos Zapla                      | 0                           |       |                                         |                        |                        |                        |  | Bandera de la Provincia de Buenos Aires | Gimnasia y Esgrima (LP) | 0                |                  |  |                                         |                    |                  |                  |  |                                         |                                         |              |             |  |  |                                      |                 |       |
|  |                                         |                                         |                             |       |                                         |                        |                        |                        |  | Bandera de la Provincia de Buenos Aires | Gimnasia y Esgrima (LP) | 0                |                  |  |                                         |                    |                  |                  |  |                                         |                                         |              |             |  |  |                                      |                 |       |
|  |                                         | Bandera de la Ciudad de Buenos Aires    | Vélez Sarsfield             | 1     |                                         |                        |                        |                        |  |                                         |                         |                  |                  |  |                                         |                    |                  |                  |  |                                         |                                         |              |             |  |  |                                      |                 |       |
|  | Bandera de la Provincia de Santa Fe     | Bandera de la Ciudad de Buenos Aires    | Vélez Sarsfield             | 1     | Colón (SF)                              | 0 (4)                  |                        |                        |  |                                         |                         |                  |                  |  |                                         |                    |                  |                  |  |                                         |                                         |              |             |  |  |                                      |                 |       |
|  | Bandera de la Provincia de Santa Fe     |                                         |                             |       | Colón (SF)                              | 0 (4)                  |                        |                        |  |                                         |                         |                  |                  |  |                                         |                    |                  |                  |  |                                         |                                         |              |             |  |  |                                      |                 |       |
|  | Bandera de la Provincia de Buenos Aires | Acassuso (p)                            | 0 (5)                       |       |                                         |                        |                        |                        |  |                                         |                         |                  |                  |  |                                         |                    |                  |                  |  |                                         |                                         |              |             |  |  |                                      |                 |       |
|  | Bandera de la Provincia de Buenos Aires | Acassuso (p)                            | 0 (5)                       |       | Bandera de la Provincia de Buenos Aires | Acassuso               | 0                      |                        |  |                                         |                         |                  |                  |  |                                         |                    |                  |                  |  |                                         |                                         |              |             |  |  |                                      |                 |       |
|  |                                         |                                         |                             |       | Bandera de la Provincia de Buenos Aires | Acassuso               | 0                      |                        |  |                                         |                         |                  |                  |  |                                         |                    |                  |                  |  |                                         |                                         |              |             |  |  |                                      |                 |       |
|  |                                         | Bandera de la Ciudad de Buenos Aires    | Vélez Sarsfield             | 3     |                                         |                        |                        |                        |  |                                         |                         |                  |                  |  |                                         |                    |                  |                  |  |                                         |                                         |              |             |  |  |                                      |                 |       |
|  | Bandera de la Ciudad de Buenos Aires    | Bandera de la Ciudad de Buenos Aires    | Vélez Sarsfield             | 3     | Vélez Sarsfield                         | 3                      |                        |                        |  |                                         |                         |                  |                  |  |                                         |                    |                  |                  |  |                                         |                                         |              |             |  |  |                                      |                 |       |
|  | Bandera de la Ciudad de Buenos Aires    |                                         |                             |       | Vélez Sarsfield                         | 3                      |                        |                        |  |                                         |                         |                  |                  |  |                                         |                    |                  |                  |  |                                         |                                         |              |             |  |  |                                      |                 |       |
|  | Bandera de la Provincia de Buenos Aires | La Emilia                               | 0                           |       |                                         |                        |                        |                        |  |                                         |                         |                  |                  |  |                                         |                    |                  |                  |  |                                         |                                         |              |             |  |  |                                      |                 |       |
|  | Bandera de la Provincia de Buenos Aires | La Emilia                               | 0                           |       |                                         |                        |                        |                        |  |                                         |                         |                  |                  |  |                                         |                    |                  |                  |  | Bandera de la Provincia de Buenos Aires | Lanús                                   | 0            |             |  |  |                                      |                 |       |
|  |                                         |                                         |                             |       |                                         |                        |                        |                        |  |                                         |                         |                  |                  |  |                                         |                    |                  |                  |  | Bandera de la Provincia de Buenos Aires | Lanús                                   | 0            |             |  |  |                                      |                 |       |
|  |                                         |                                         |                             |       |                                         |                        |                        |                        |  |                                         |                         |                  |                  |  |                                         |                    |                  |                  |  |                                         | Bandera de la Ciudad de Buenos Aires    | Boca Juniors | 2           |  |  |                                      |                 |       |
|  | Bandera de la Provincia de Santa Fe     | Newell's Old Boys                       | 0                           |       |                                         |                        |                        |                        |  |                                         |                         |                  |                  |  |                                         |                    |                  |                  |  |                                         | Bandera de la Ciudad de Buenos Aires    | Boca Juniors | 2           |  |  |                                      |                 |       |
|  | Bandera de la Provincia de Santa Fe     | Newell's Old Boys                       | 0                           |       |                                         |                        |                        |                        |  |                                         |                         |                  |                  |  |                                         |                    |                  |                  |  |                                         |                                         |              |             |  |  |                                      |                 |       |
|  | Bandera de la Provincia de Buenos Aires | Chacarita Juniors                       | 2                           |       |                                         |                        |                        |                        |  |                                         |                         |                  |                  |  |                                         |                    |                  |                  |  |                                         |                                         |              |             |  |  |                                      |                 |       |
|  | Bandera de la Provincia de Buenos Aires | Chacarita Juniors                       | 2                           |       | Bandera de la Provincia de Buenos Aires | Chacarita Juniors      | 2                      |                        |  |                                         |                         |                  |                  |  |                                         |                    |                  |                  |  |                                         |                                         |              |             |  |  |                                      |                 |       |
|  |                                         |                                         |                             |       | Bandera de la Provincia de Buenos Aires | Chacarita Juniors      | 2                      |                        |  |                                         |                         |                  |                  |  |                                         |                    |                  |                  |  |                                         |                                         |              |             |  |  |                                      |                 |       |
|  |                                         | Bandera de la Ciudad de Buenos Aires    | All Boys                    | 1     |                                         |                        |                        |                        |  |                                         |                         |                  |                  |  |                                         |                    |                  |                  |  |                                         |                                         |              |             |  |  |                                      |                 |       |
|  | Bandera de la Ciudad de Buenos Aires    | Bandera de la Ciudad de Buenos Aires    | All Boys                    | 1     | All Boys                                | 2                      |                        |                        |  |                                         |                         |                  |                  |  |                                         |                    |                  |                  |  |                                         |                                         |              |             |  |  |                                      |                 |       |
|  | Bandera de la Ciudad de Buenos Aires    |                                         |                             |       | All Boys                                | 2                      |                        |                        |  |                                         |                         |                  |                  |  |                                         |                    |                  |                  |  |                                         |                                         |              |             |  |  |                                      |                 |       |
|  | Bandera de la Provincia de Buenos Aires | Douglas Haig                            | 1                           |       |                                         |                        |                        |                        |  |                                         |                         |                  |                  |  |                                         |                    |                  |                  |  |                                         |                                         |              |             |  |  |                                      |                 |       |
|  | Bandera de la Provincia de Buenos Aires | Douglas Haig                            | 1                           |       |                                         |                        |                        |                        |  | Bandera de la Provincia de Buenos Aires | Chacarita Juniors       | 0                |                  |  |                                         |                    |                  |                  |  |                                         |                                         |              |             |  |  |                                      |                 |       |
|  |                                         |                                         |                             |       |                                         |                        |                        |                        |  | Bandera de la Provincia de Buenos Aires | Chacarita Juniors       | 0                |                  |  |                                         |                    |                  |                  |  |                                         |                                         |              |             |  |  |                                      |                 |       |
|  |                                         | Bandera de la Provincia de Buenos Aires | Defensa y Justicia          | 1     |                                         |                        |                        |                        |  |                                         |                         |                  |                  |  |                                         |                    |                  |                  |  |                                         |                                         |              |             |  |  |                                      |                 |       |
|  | Bandera de la Provincia de Buenos Aires | Bandera de la Provincia de Buenos Aires | Defensa y Justicia          | 1     | Temperley (p)                           | 1 (2)                  |                        |                        |  |                                         |                         |                  |                  |  |                                         |                    |                  |                  |  |                                         |                                         |              |             |  |  |                                      |                 |       |
|  | Bandera de la Provincia de Buenos Aires |                                         |                             |       | Temperley (p)                           | 1 (2)                  |                        |                        |  |                                         |                         |                  |                  |  |                                         |                    |                  |                  |  |                                         |                                         |              |             |  |  |                                      |                 |       |
|  | Bandera de la Provincia de Entre Ríos   | Patronato                               | 1 (0)                       |       |                                         |                        |                        |                        |  |                                         |                         |                  |                  |  |                                         |                    |                  |                  |  |                                         |                                         |              |             |  |  |                                      |                 |       |
|  | Bandera de la Provincia de Entre Ríos   | Patronato                               | 1 (0)                       |       | Bandera de la Provincia de Buenos Aires | Temperley              | 1 (3)                  |                        |  |                                         |                         |                  |                  |  |                                         |                    |                  |                  |  |                                         |                                         |              |             |  |  |                                      |                 |       |
|  |                                         |                                         |                             |       | Bandera de la Provincia de Buenos Aires | Temperley              | 1 (3)                  |                        |  |                                         |                         |                  |                  |  |                                         |                    |                  |                  |  |                                         |                                         |              |             |  |  |                                      |                 |       |
|  |                                         | Bandera de la Provincia de Buenos Aires | Defensa y Justicia (p)      | 1 (5) |                                         |                        |                        |                        |  |                                         |                         |                  |                  |  |                                         |                    |                  |                  |  |                                         |                                         |              |             |  |  |                                      |                 |       |
|  | Bandera de la Provincia de Buenos Aires | Bandera de la Provincia de Buenos Aires | Defensa y Justicia (p)      | 1 (5) | Defensa y Justicia                      | 3                      |                        |                        |  |                                         |                         |                  |                  |  |                                         |                    |                  |                  |  |                                         |                                         |              |             |  |  |                                      |                 |       |
|  | Bandera de la Provincia de Buenos Aires |                                         |                             |       | Defensa y Justicia                      | 3                      |                        |                        |  |                                         |                         |                  |                  |  |                                         |                    |                  |                  |  |                                         |                                         |              |             |  |  |                                      |                 |       |
|  | Bandera de la Provincia de La Rioja     | Andino                                  | 0                           |       |                                         |                        |                        |                        |  |                                         |                         |                  |                  |  |                                         |                    |                  |                  |  |                                         |                                         |              |             |  |  |                                      |                 |       |
|  | Bandera de la Provincia de La Rioja     | Andino                                  | 0                           |       |                                         |                        |                        |                        |  |                                         |                         |                  |                  |  | Bandera de la Provincia de Buenos Aires | Defensa y Justicia | 1                |                  |  |                                         |                                         |              |             |  |  |                                      |                 |       |
|  |                                         |                                         |                             |       |                                         |                        |                        |                        |  |                                         |                         |                  |                  |  | Bandera de la Provincia de Buenos Aires | Defensa y Justicia | 1                |                  |  |                                         |                                         |              |             |  |  |                                      |                 |       |
|  |                                         | Bandera de la Ciudad de Buenos Aires    | Boca Juniors                | 2     |                                         |                        |                        |                        |  |                                         |                         |                  |                  |  |                                         |                    |                  |                  |  |                                         |                                         |              |             |  |  |                                      |                 |       |
|  | Bandera de la Ciudad de Buenos Aires    | Bandera de la Ciudad de Buenos Aires    | Boca Juniors                | 2     | Argentinos Juniors                      | 3                      |                        |                        |  |                                         |                         |                  |                  |  |                                         |                    |                  |                  |  |                                         |                                         |              |             |  |  |                                      |                 |       |
|  | Bandera de la Ciudad de Buenos Aires    |                                         |                             |       | Argentinos Juniors                      | 3                      |                        |                        |  |                                         |                         |                  |                  |  |                                         |                    |                  |                  |  |                                         |                                         |              |             |  |  |                                      |                 |       |
|  | Bandera de la Provincia de Tucumán      | San Martín (T)                          | 0                           |       |                                         |                        |                        |                        |  |                                         |                         |                  |                  |  |                                         |                    |                  |                  |  |                                         |                                         |              |             |  |  |                                      |                 |       |
|  | Bandera de la Provincia de Tucumán      | San Martín (T)                          | 0                           |       | Bandera de la Ciudad de Buenos Aires    | Argentinos Juniors     | 0                      |                        |  |                                         |                         |                  |                  |  |                                         |                    |                  |                  |  |                                         |                                         |              |             |  |  |                                      |                 |       |
|  |                                         |                                         |                             |       | Bandera de la Ciudad de Buenos Aires    | Argentinos Juniors     | 0                      |                        |  |                                         |                         |                  |                  |  |                                         |                    |                  |                  |  |                                         |                                         |              |             |  |  |                                      |                 |       |
|  |                                         | Bandera de la Provincia de Misiones     | Guaraní Antonio Franco      | 1     |                                         |                        |                        |                        |  |                                         |                         |                  |                  |  |                                         |                    |                  |                  |  |                                         |                                         |              |             |  |  |                                      |                 |       |
|  | Bandera de la Provincia de Buenos Aires | Bandera de la Provincia de Misiones     | Guaraní Antonio Franco      | 1     | Arsenal                                 | 1                      |                        |                        |  |                                         |                         |                  |                  |  |                                         |                    |                  |                  |  |                                         |                                         |              |             |  |  |                                      |                 |       |
|  | Bandera de la Provincia de Buenos Aires |                                         |                             |       | Arsenal                                 | 1                      |                        |                        |  |                                         |                         |                  |                  |  |                                         |                    |                  |                  |  |                                         |                                         |              |             |  |  |                                      |                 |       |
|  | Bandera de la Provincia de Misiones     | Guaraní Antonio Franco                  | 2                           |       |                                         |                        |                        |                        |  |                                         |                         |                  |                  |  |                                         |                    |                  |                  |  |                                         |                                         |              |             |  |  |                                      |                 |       |
|  | Bandera de la Provincia de Misiones     | Guaraní Antonio Franco                  | 2                           |       |                                         |                        |                        |                        |  | Bandera de la Provincia de Misiones     | Guaraní Antonio Franco  | 0                |                  |  |                                         |                    |                  |                  |  |                                         |                                         |              |             |  |  |                                      |                 |       |
|  |                                         |                                         |                             |       |                                         |                        |                        |                        |  | Bandera de la Provincia de Misiones     | Guaraní Antonio Franco  | 0                |                  |  |                                         |                    |                  |                  |  |                                         |                                         |              |             |  |  |                                      |                 |       |
|  |                                         | Bandera de la Ciudad de Buenos Aires    | Boca Juniors                | 4     |                                         |                        |                        |                        |  |                                         |                         |                  |                  |  |                                         |                    |                  |                  |  |                                         |                                         |              |             |  |  |                                      |                 |       |
|  | Bandera de la Provincia de Buenos Aires | Bandera de la Ciudad de Buenos Aires    | Boca Juniors                | 4     | Banfield                                | 1                      |                        |                        |  |                                         |                         |                  |                  |  |                                         |                    |                  |                  |  |                                         |                                         |              |             |  |  |                                      |                 |       |
|  | Bandera de la Provincia de Buenos Aires |                                         |                             |       | Banfield                                | 1                      |                        |                        |  |                                         |                         |                  |                  |  |                                         |                    |                  |                  |  |                                         |                                         |              |             |  |  |                                      |                 |       |
|  | Bandera de la Provincia de Formosa      | Sol de América                          | 0                           |       |                                         |                        |                        |                        |  |                                         |                         |                  |                  |  |                                         |                    |                  |                  |  |                                         |                                         |              |             |  |  |                                      |                 |       |
|  | Bandera de la Provincia de Formosa      | Sol de América                          | 0                           |       | Bandera de la Provincia de Buenos Aires | Banfield               | 0                      |                        |  |                                         |                         |                  |                  |  |                                         |                    |                  |                  |  |                                         |                                         |              |             |  |  |                                      |                 |       |
|  |                                         |                                         |                             |       | Bandera de la Provincia de Buenos Aires | Banfield               | 0                      |                        |  |                                         |                         |                  |                  |  |                                         |                    |                  |                  |  |                                         |                                         |              |             |  |  |                                      |                 |       |
|  |                                         | Bandera de la Ciudad de Buenos Aires    | Boca Juniors                | 3     |                                         |                        |                        |                        |  |                                         |                         |                  |                  |  |                                         |                    |                  |                  |  |                                         |                                         |              |             |  |  |                                      |                 |       |
|  | Bandera de la Ciudad de Buenos Aires    | Bandera de la Ciudad de Buenos Aires    | Boca Juniors                | 3     | Boca Juniors                            | 2                      |                        |                        |  |                                         |                         |                  |                  |  |                                         |                    |                  |                  |  |                                         |                                         |              |             |  |  |                                      |                 |       |
|  | Bandera de la Ciudad de Buenos Aires    |                                         |                             |       | Boca Juniors                            | 2                      |                        |                        |  |                                         |                         |                  |                  |  |                                         |                    |                  |                  |  |                                         |                                         |              |             |  |  |                                      |                 |       |
|  | Bandera de la Provincia de Mendoza      | Huracán Las Heras                       | 0                           |       |                                         |                        |                        |                        |  |                                         |                         |                  |                  |  |                                         |                    |                  |                  |  |                                         |                                         |              |             |  |  |                                      |                 |       |

#### Sedes
A partir de esta etapa, los partidos se desarrollaron en sedes neutrales. Los siguientes estadios fueron escenario de los mismos, según lo dispuesto por los organizadores.
|                                                          |                                                            |                                                                       |                                                          |
|                                                          |                                                            |                                                                       |                                                          |
| Alfredo Beranger Ciudad: Temperley Capacidad: 26.000     | Antonio Romero Ciudad: Formosa Capacidad: 23.000           | Brigadier General Estanislao López Ciudad: Santa Fe Capacidad: 40.000 | Ciudad de La Plata Ciudad: La Plata Capacidad: 53.000    |
|                                                          |                                                            |                                                                       |                                                          |
| Ciudad de Lanús Ciudad: Lanús Capacidad: 46.619          | Ciudad de Vicente López Ciudad: Florida Capacidad: 34.530  | Eva Perón Ciudad: Junín Capacidad: 22.000                             | Florencio Sola Ciudad: Banfield Capacidad: 34.901        |
|                                                          |                                                            |                                                                       |                                                          |
| Juan Domingo Perón Ciudad: Córdoba Capacidad: 35.535     | Juan Pablo Francia Ciudad: San Francisco Capacidad: 15.000 | Julio Humberto Grondona Ciudad: Sarandí Capacidad: 16.300             | Mario Alberto Kempes Ciudad: Córdoba Capacidad: 57.000   |
|                                                          |                                                            |                                                                       |                                                          |
| Padre Ernesto Martearena Ciudad: Salta Capacidad: 21.000 | Presidente Perón Ciudad: Avellaneda Capacidad: 67.389      | San Juan del Bicentenario Ciudad: San Juan Capacidad: 25.286          | Tomás Adolfo Ducó Ciudad: Buenos Aires Capacidad: 48.314 |

### Treintaidosavos de final
Esta fase la disputaron los once clasificados de la zona regional y los de la zona metropolitana, más los 22 representantes de la B Nacional y los 20 de la Primera División. Entre el 18 de marzo y el 1 de julio se enfrentaron a partido único, y clasificaron los 32 ganadores a los dieciseisavos de final.
| Fecha       | Estadio                   | Equipo 1                | Resultado     | Equipo 2                    |
| ----------- | ------------------------- | ----------------------- | ------------- | --------------------------- |
| 3 de junio  | Antonio Romero            | River Plate             | 2 - 0         | Liniers (BB)                |
| 27 de mayo  | San Juan del Bicentenario | Boca Juniors            | 2 - 0         | Huracán Las Heras           |
| 26 de abril | Mario Alberto Kempes      | Independiente           | (4) 1 - 1 (1) | Alianza de Moldes           |
| 20 de mayo  | Antonio Romero            | San Lorenzo             | 3 - 0         | Viale FBC                   |
| 3 de junio  | Ciudad de Lanús           | Racing Club             | 2 - 0         | Independiente (N)           |
| 22 de abril | Florencio Sola            | Vélez Sarsfield         | 3 - 0         | La Emilia                   |
| 19 de mayo  | Florencio Sola            | Newell's Old Boys       | 0 - 2         | Chacarita Juniors           |
| 4 de junio  | Julio Humberto Grondona   | Estudiantes (LP)        | 2 - 1         | Ramón Santamarina           |
| 29 de abril | Juan Domingo Perón        | Quilmes                 | 2 - 0         | Sportivo Belgrano           |
| 26 de marzo | San Juan del Bicentenario | Defensa y Justicia      | 3 - 0         | Andino                      |
| 20 de mayo  | Juan Domingo Perón        | Unión                   | 2 - 1         | Deportivo Armenio           |
| 3 de junio  | Ciudad de Vicente López   | Aldosivi                | (5) 0 - 0 (6) | Comunicaciones              |
| 27 de mayo  | Oscar Carlos Boero        | Atlético de Rafaela     | (4) 1 - 1 (3) | Flandria                    |
| 26 de marzo | Tomás Adolfo Ducó         | Nueva Chicago           | 2 - 1         | Defensores de Belgrano (VR) |
| 23 de abril | Padre Ernesto Martearena  | Argentinos Juniors      | 3 - 0         | San Martín (T)              |
| 27 de mayo  | Ciudad de Lanús           | Crucero del Norte       | 0 - 2         | Los Andes                   |
| 20 de mayo  | Julio Humberto Grondona   | Ferro Carril Oeste      | (5) 1 - 1 (3) | Boca Unidos                 |
| 29 de abril | Antonio Romero            | Arsenal                 | 1 - 2         | Guaraní Antonio Franco      |
| 27 de mayo  | Padre Ernesto Martearena  | Lanús                   | 2 - 0         | Atlético Tucumán            |
| 22 de abril | Ciudad de Vicente López   | Sarmiento (J)           | 1 - 2         | Deportivo Merlo             |
| 8 de abril  | Eva Perón                 | Olimpo                  | (3) 1 - 1 (4) | Atlanta                     |
| 6 de mayo   | Antonio Romero            | Gimnasia y Esgrima (LP) | 2 - 0         | Altos Hornos Zapla          |
| 19 de marzo | Julio Humberto Grondona   | Temperley               | (2) 1 - 1 (0) | Patronato                   |
| 1 de julio  | Juan Domingo Perón        | Huracán                 | 0 - 1         | Independiente Rivadavia     |
| 11 de junio | San Juan del Bicentenario | San Martín (SJ)         | (7) 1 - 1 (6) | Estudiantes (BA)            |
| 9 de abril  | Ciudad de Lanús           | Douglas Haig            | 1 - 2         | All Boys                    |
| 28 de mayo  | Juan Domingo Perón        | Colón                   | (4) 0 - 0 (5) | Acassuso                    |
| 23 de abril | Antonio Romero            | Tigre                   | 1 - 0         | Gimnasia y Esgrima (J)      |
| 8 de abril  | Mario Alberto Kempes      | Belgrano (C)            | (2) 0 - 0 (4) | Instituto                   |
| 13 de mayo  | Juan Domingo Perón        | Godoy Cruz              | 0 - 1         | Deportivo Español           |
| 18 de marzo | Antonio Romero            | Banfield                | 1 - 0         | Sol de América              |
| 13 de mayo  | Eva Perón                 | Rosario Central         | 3 - 1         | Deportivo Riestra           |

### Dieciseisavos de final
Esta fase la disputaron los 32 ganadores de los treintaidosavos de final. Entre el 3 de julio y el 12 de agosto se enfrentaron a partido único y clasificaron los 16 ganadores a los octavos de final.
| Fecha        | Estadio                   | Equipo 1            | Resultado     | Equipo 2                |
| ------------ | ------------------------- | ------------------- | ------------- | ----------------------- |
| 3 de julio   | San Juan del Bicentenario | River Plate         | 0 - 2         | Rosario Central         |
| 5 de agosto  | Julio Humberto Grondona   | Ferro Carril Oeste  | (4) 3 - 3 (1) | Los Andes               |
| 30 de julio  | Juan Domingo Perón        | Quilmes             | 3 - 0         | Independiente Rivadavia |
| 15 de julio  | Juan Domingo Perón        | San Martín (SJ)     | (5) 1 - 1 (6) | Estudiantes (LP)        |
| 7 de agosto  | San Juan del Bicentenario | Racing Club         | 2 - 1         | Tigre                   |
| 12 de agosto | Tomás Adolfo Ducó         | Atlanta             | (7) 1 - 1 (6) | Comunicaciones          |
| 10 de agosto | Oscar Carlos Boero        | Atlético de Rafaela | 5 - 1         | Deportivo Merlo         |
| 5 de agosto  | San Juan del Bicentenario | Instituto           | 1 - 2         | San Lorenzo             |
| 7 de agosto  | Ciudad de Lanús           | Independiente       | 1 - 0         | Deportivo Español       |
| 6 de agosto  | Tomás Adolfo Ducó         | Lanús               | 3 - 0         | Nueva Chicago           |
| 15 de julio  | Antonio Romero            | Unión               | (5) 0 - 0 (6) | Gimnasia y Esgrima (LP) |
| 12 de agosto | Juan Domingo Perón        | Acassuso            | 0 - 3         | Vélez Sarsfield         |
| 21 de julio  | Julio Humberto Grondona   | Chacarita Juniors   | 2 - 1         | All Boys                |
| 6 de agosto  | Presidente Perón          | Temperley           | (3) 1 - 1 (5) | Defensa y Justicia      |
| 23 de julio  | Alfredo Beranger          | Argentinos Juniors  | 0 - 1         | Guaraní Antonio Franco  |
| 29 de julio  | Antonio Romero            | Banfield            | 0 - 3         | Boca Juniors            |

### Octavos de final
Esta fase la disputaron los 16 ganadores de los dieciseisavos de final. Entre el 19 de agosto y el 3 de septiembre se enfrentaron a partido único y clasificaron 8 a los cuartos de final.
| Fecha           | Estadio                    | Equipo 1                | Resultado     | Equipo 2           |
| --------------- | -------------------------- | ----------------------- | ------------- | ------------------ |
| 27 de agosto    | Tomás Adolfo Ducó          | Rosario Central         | (5) 0 - 0 (3) | Ferro Carril Oeste |
| 3 de septiembre | Ciudad de Lanús            | Quilmes                 | (1) 1 - 1 (3) | Estudiantes (LP)   |
| 26 de agosto    | San Juan del Bicentenario  | Racing Club             | (4) 1 - 1 (2) | Atlanta            |
| 26 de agosto    | Brigadier Estanislao López | Atlético de Rafaela     | 0 - 1         | San Lorenzo        |
| 19 de agosto    | Ciudad de La Plata         | Independiente           | 0 - 2         | Lanús              |
| 2 de septiembre | Juan Domingo Perón         | Gimnasia y Esgrima (LP) | 0 - 1         | Vélez Sarsfield    |
| 20 de agosto    | Julio Humberto Grondona    | Chacarita Juniors       | 0 - 1         | Defensa y Justicia |
| 19 de agosto    | San Juan del Bicentenario  | Guaraní Antonio Franco  | 0 - 4         | Boca Juniors       |

### Cuartos de final
Esta fase la disputaron los 8 ganadores de los octavos de final. Entre el 9 y el 23 de septiembre se enfrentaron a partido único y clasificaron 4 a las semifinales.
| Fecha            | Estadio                   | Equipo 1           | Resultado     | Equipo 2         |
| ---------------- | ------------------------- | ------------------ | ------------- | ---------------- |
| 23 de septiembre | San Juan del Bicentenario | Rosario Central    | 2 - 1         | Estudiantes (LP) |
| 17 de septiembre | Ciudad de La Plata        | Racing Club        | 2 - 1         | San Lorenzo      |
| 9 de septiembre  | Julio Humberto Grondona   | Lanús              | (4) 1 - 1 (2) | Vélez Sarsfield  |
| 23 de septiembre | Mario Alberto Kempes      | Defensa y Justicia | 1 - 2         | Boca Juniors     |

### Semifinales
Esta fase la disputaron los 4 ganadores de los cuartos de final. El 23 de octubre se enfrentaron a partido único y clasificaron 2 a la final.
| Fecha         | Estadio                   | Equipo 1        | Resultado | Equipo 2     |
| ------------- | ------------------------- | --------------- | --------- | ------------ |
| 23 de octubre | Padre Ernesto Martearena  | Rosario Central | 1 - 0     | Racing Club  |
| 23 de octubre | San Juan del Bicentenario | Lanús           | 0 - 2     | Boca Juniors |

### Final
La final la disputaron los 2 ganadores de las semifinales, Rosario Central y Boca Juniors el 4 de noviembre en el estadio Mario Alberto Kempes. 
| Fecha          | Estadio              | Equipo 1        | Resultado | Equipo 2     |
| -------------- | -------------------- | --------------- | --------- | ------------ |
| 4 de noviembre | Mario Alberto Kempes | Rosario Central | 0 - 2     | Boca Juniors |

## Goleadores
| Jugador                                     | Equipo               | Goles | PJ | Prom. |
| ------------------------------------------- | -------------------- | ----- | -- | ----- |
| Luis Luna                                   | Vélez Sarsfield (SR) | 5     | 5  | 1,00  |
| José Loncón                                 | CAI                  | 4     | 2  | 2,00  |
| Milton Caraglio                             | Vélez Sarsfield      | 4     | 3  | 1,33  |
| Jonathan Herrera                            | Deportivo Riestra    | 4     | 4  | 1,00  |
| Cristian Alfaro                             | Mitre (S)            | 4     | 4  | 1,00  |
| Leandro Rodríguez                           | Deportivo Merlo      | 4     | 4  | 1,00  |
| Martín Cauteruccio                          | San Lorenzo          | 4     | 4  | 1,00  |
| Carlos Tévez                                | Boca Juniors         | 4     | 5  | 0,80  |
| Última actualización: 23 de octubre de 2015 |                      |       |    |       |

## Equipo ideal
| Pos.           | Futbolista           | Equipo                 |
| Equipo titular | Equipo titular       | Equipo titular         |
| -------------- | -------------------- | ---------------------- |
| Guardameta     | Nicolás Angelotti    | Acassuso               |
| Defensa        | Gustavo Gómez        | Lanús                  |
| Defensa        | Javier Pinola        | Rosario Central        |
| Defensa        | Leandro Grimi        | Racing                 |
| Centrocampista | Alexis Canelo        | Quilmes                |
| Centrocampista | Andrés Cubas         | Boca Juniors           |
| Centrocampista | Nicolás Lodeiro      | Boca Juniors           |
| Centrocampista | Carlos Tévez         | Boca Juniors           |
| Delantero      | Marco Rubén          | Rosario Central        |
| Delantero      | Luis Luna            | Vélez Sarsfield (SR)   |
| Delantero      | Martín Cauteruccio   | San Lorenzo            |
| Suplentes      |                      |                        |
| Guardameta     | Sebastián Saja       | Racing                 |
| Defensa        | Daniel Díaz          | Boca Juniors           |
| Centrocampista | Jorge Rotondo        | La Emilia              |
| Centrocampista | José Loncón          | C.A.I.                 |
| Delantero      | Leandro Rodríguez    | Deportivo Merlo        |
| Delantero      | Juan Reinoso         | Alianza Coronel Moldes |
| Delantero      | Milton Caraglio      | Rosario Central        |
| Entrenador     | Rodolfo Arruabarrena | Boca Juniors           |